# Koch (Familienname)
Koch ist ein deutscher Familienname.

## Herkunft und Bedeutung
Koch (von Kochen) ist einer der ältesten Berufsnamen, wobei die Berufsbezeichnung römischer Herkunft (lat. coquus) ist. Die Häufigkeit des Namens deutet auch auf die Wichtigkeit des Berufes hin.

## Verbreitung
Mit rund 62.000 Telefonbucheinträgen befindet sich der Familienname Koch auf Platz 12 der häufigsten deutschen Familiennamen. Dies sind über 154.000 Namensträger. In Österreich belegt er mit knapp 3.300 Telefonbucheinträgen und 8.800 Namensträgern den 46. Platz der häufigsten Nachnamen. Außerhalb des deutschen Sprachraums kommt der Name insbesondere in den USA vor.

## Varianten
- Cook (englisch)
- Kock (mittelniederdeutsch)

## Namensträger

### A
- Adalbert Koch (Diplomat) (1902–1986), Schweizer Diplomat
- Adalbert Koch (Architekt) (* 1952), Schweizer Architekt
- Adalbert Koch (Hockeyspieler), Schweizer Hockeyspieler
- Adam Friedrich Koch (1763–1835), deutscher Lehrer, Schriftsteller und Burgenforscher
- Adelbert Koch (1927–1991), Schweizer Architekt
- Adelheid Koch (1896–1980), deutschbrasilianische Psychoanalytikerin
- Adolf Koch (Architekt) (1845–1904), deutscher Architekt, Zeichner, Radierer und Fachschriftsteller
- Adolf Koch (Journalist)  (1855–1922), deutscher Historiker und Journalist
- Adolf Koch (Politiker) (1883–1935), Schweizer Politiker, Regierungsrat des Kantons Thurgau
- Adolf Koch (Architekt, 1885) (1885–vor 1951), deutscher Architekt
- Adolf Koch (Pädagoge) (1897–1970), deutscher Pädagoge und Sportlehrer
- Adolf Arter-Koch (1843–1923), Schweizer Ingenieur und Fabrikant
- Adolf Jorkasch-Koch (Politiker, 1823) (1823–1903), österreichischer Verwaltungsbeamter und Mitglied des Herrenhauses
- Adolf Jorkasch-Koch (Politiker, 1848) (1848–1909), österreichischer Verwaltungsbeamter und Finanzminister
- Adolf Koch von Langentreu (1829–1920), österreichischer Beamter, Ehrenpräsident der Gesellschaft der Musikfreunde in Wien und Ehrenbürger von Mödling
- Albert Koch (Zoologe) (1890–1968), deutscher Zoologe
- Albert Koch (Politiker) (1921–1995), deutscher Politiker (SPD), Mitglied des Bayerischen Landtags
- Albert Koch (Musiker) (* 1959), deutscher Bluesmusiker
- Albert Koch (Musikjournalist) (* 1962), deutscher Musikjournalist und Autor
- Albert Carl Koch (1804–1867), deutscher Fossilienforscher
- Albrecht Koch (* 1953), deutscher Autor, Cartoonist und Musiker
- Albrecht Koch (Organist) (* 1976), deutscher Domorganist, Dirigent und Domkantor
- Alice Koch-Gierlichs (1914–2009), deutsche Textilkünstlerin und Malerin
- Alexander Koch (Architekt) (1848–1911), Schweizer Architekt
- Alexander Koch (Ingenieur) (1852–1923), deutscher Wasserbauingenieur
- Alexander Koch (Verleger) (1860–1939), deutscher Verleger
- Alexander Koch (Kunsthandwerker) (1895–1960), deutscher Kunsthandwerker, Herausgeber und Verleger
- Alexander Koch (Maler) (Künstlername René; 1925–2010), deutscher Maler und Dekorateur
- Alexander Koch (Historiker) (1966–2019), deutscher Prähistoriker und Museumsdirektor
- Alexander Koch (Fechter) (* 1969), deutscher Fechter
- Alexander Koch (Schauspieler) (* 1988), US-amerikanischer Schauspieler
- Alexander W. Koch (* 1958), deutscher Elektrophysiker, Messtechniker und Hochschullehrer
- Alfred Koch (Mikrobiologe) (1858–1922), deutscher Mikrobiologe
- Alfred Koch (Architekt, Januar 1877) (1877–nach 1929), deutscher Architekt und Innenarchitekt
- Alfred Koch (Architekt, Februar 1877) (1877–1958), deutscher Architekt und Heimatforscher
- Alfred Koch (Mediziner) (1907–2013), deutscher Mediziner
- Alfred Koch (Journalist) (* 1957), österreichischer Journalist
- Alfred Joseph Koch (1879–1951), deutsch-amerikanischer Benediktinerabt
- Alfred Reingoldowitsch Koch (* 1961), russlanddeutscher Ökonom, Politiker, Schriftsteller und Unternehmer
- Alois Koch (Tiermediziner) (1846–1917), österreichischer Tiermediziner
- Alois Koch (Architekt) (1854–1917), österreichischer Architekt
- Alois Koch (Maler) (1910–2002), deutscher Maler
- Alois Koch (Theologe) (1932–2009), deutscher römisch-katholischer Theologe
- Alois Koch (* 1945), Schweizer Musikwissenschaftler, Komponist und Dirigent
- Alwin Koch (1839–1919), deutscher Klassischer Philologe
- Andreas Koch (Buchdrucker) († 1656), deutscher Buchdrucker
- Andreas Koch (Pfarrer) (um 1619–1666), deutscher Pfarrer und Opfer der Hexenverfolgung
- Andreas Koch (Mediziner) (1775–1846), deutscher Mediziner und Krankenhausdirektor
- Andreas Koch (Politiker) (1871–1952), deutscher Politiker und Jurist
- Andreas Koch (Fußballspieler, 1938) (* 1938), österreichischer Fußballspieler
- Andreas Koch (Fußballspieler, 1960) (* 1960), deutscher Fußballspieler
- Andreas Koch (Geograph) (* 1965), deutscher Geograph und Hochschullehrer
- Andreas Koch (Fußballspieler, 1966) (* 1966), österreichischer Fußballtorhüter
- Andreas Koch (Musiker) (* 1966), deutscher Gitarrist
- Andreas Koch (Jurist) (* 1968), deutscher Richter
- Andreas Koch (Künstler) (* 1970), deutscher Künstler und Grafiker
- Anne Koch (* 1971), deutsche Religionswissenschaftlerin
- Annie W. Koch (um 1910–nach 1958), niederländische Badmintonspielerin
- Annika Koch (* 1999), deutsche Triathletin
- Antal Koch, auch Anton Koch (1843–1927), ungarischer Geologe, Mineraloge, Petrograph und Paläontologe
- Anton Koch (Politiker, I), deutscher Politiker, MdL Anhalt
- Anton Koch (General) (1854–1926), deutscher Generalmajor
- Anton Koch (Theologe) (1859–1915), deutscher Theologe
- Anton Koch (Politiker, 1882) (1882–1961), deutscher Gutsbesitzer und Politiker
- Anton Koch (Maler) (1888–1963), deutscher Maler
- Anton Koch (Zoologe) (1901–1978), deutscher Zoologe
- Anton Koch (Fußballspieler) (1903–1963), österreichischer Fußballspieler
- Anton Friedrich Koch (* 1952), deutscher Philosoph und Hochschullehrer
- Anton Wilhelm Friedrich Koch (1755–1820), deutscher Hoffaktor und Kaufmann
- Ariane Koch (* 1988), Schweizer Schriftstellerin
- August von Koch (1790–1861), preußischer General der Infanterie
- August Koch (Theologe) (1818–1882), deutscher Theologe und Hochschullehrer
- August Koch (Schriftsteller) (1857–1934), deutscher Pfarrer und Schriftsteller
- August Koch (Präparator) (1864–1944), deutscher Präparator
- August Koch (Architekt) (1873–1958), deutscher Architekt und Maler
- August Koch (Maler) (1883–1975), Schweizer Maler
- August Koch (Journalist) (1898–1970), deutscher Journalist
- August Koch (Manager) (1910–1993), deutscher Wirtschaftsmanager
- August Georg Koch (1844–1928), österreichischer evangelischer Pfarrer
- August Ludwig Koch (1791–1866), deutscher Jurist, Beamter und Politiker, Bürgermeister von Sülze
- Augusta Koch-Probst (1908–2003), österreichische Malerin
- Augustin Koch (1754–1831), mährischer Benediktiner und Abt der Abtei Rajhrad in Mähren
- Augusto Koch (1818–1878), italienischer Maler und Mathematiker
- Axel Koch (* 1967), deutscher Psychologe

### B
- Barbara Koch (Ruderin), deutsche Ruderin
- Barbara Koch (Künstlerin) (* 1967), deutsche Künstlerin
- Barbara Koch (Forstwissenschaftlerin) (* 1957), deutsche Forstwissenschaftlerin
- Barbara Koch-Priewe (* 1950), deutsche Erziehungswissenschaftlerin
- Basile de Koch (* 1951), französischer Schriftsteller, Humorist und Journalist
- Beat Koch (* 1972), Schweizer Skilangläufer
- Beate Koch (Leichtathletin) (* 1967), deutsche Leichtathletin
- Beate Kohler-Koch (* 1941), deutsche Politikwissenschaftlerin
- Benita Koch-Otte (1892–1976), deutsche Weberin und Textildesignerin
- Bernd Koch (* 1955), deutscher Astrofotograf und Sternwartenbetreiber
- Bernhard Koch (Numismatiker) (1920–1994), österreichischer Numismatiker, Historiker und Hochschullehrer
- Bernhard Koch (Politiker) (* 1949), Schweizer Politiker (CVP)
- Bernhard Koch (Schriftsteller) (* 1962), deutscher Journalist und Mundartschriftsteller
- Bernhard Koch (Philosoph) (* 1971), deutscher Philosoph
- Bernhard Koch (Regisseur), Regisseur, Drehbuchautor und Filmproduzent
- Bernhard A. Koch (* 1966), österreichischer Rechtswissenschaftler und Hochschullehrer
- Bernward Koch (* 1957), deutscher Musiker und Komponist
- Berthold Koch (1899–1988), deutscher Schachspieler
- Bertram Koch (* 1963), deutscher Basketballspieler
- Bettina Koch (* 1959), deutsche Schauspielerin und Kabarettistin
- Bianca Koch (* 1981), deutsche Opernsängerin (Sopran)
- Bill Koch (* 1955), US-amerikanischer Skilangläufer
- Birgit Koch (Schauspielerin) (* 1950), Schauspielerin, Hörspielsprecherin und Autorin von Hörspielen, Features und Kabarett-Programmen
- Birgit Koch (Redakteurin) (* 1963), deutsche Rundfunkjournalistin
- Birgit Koch (Leichtathletin) (* 1974), deutsche Langstreckenläuferin
- Birgit Theresa Koch (* 1958), deutsche Psychologin
- Björn Koch (* 1993), österreichischer Skispringer
- Bodil Koch (1903–1972), dänische Politikerin
- Boris Koch (* 1973), deutscher Schriftsteller und Verleger

### C
- Caio Koch-Weser (* 1944), deutscher Finanzberater
- Carl Koch (Maler, 1806) (1806–1900), deutscher Maler und Freskant
- Carl Koch (Politiker, 1815) (1815–1882), deutscher Ölmüller und Politiker
- Carl Koch (Jurist) (1821–1894), deutscher Jurist
- Carl Koch (Politiker, 1826) (1826–1862), deutscher Jurist und Politiker
- Carl Koch (Geologe) (1827–1882), deutscher Naturforscher und Geologe
- Carl Koch (Maler, 1827) (1827–1905), deutscher Maler, Holzschneider und Lithograf
- Carl Koch (Unternehmer) (1833–1910), deutscher Pharmafabrikant und Politiker
- Carl Koch (Politiker, 1879) (1879–1965), deutscher Politiker
- Carl Koch (Regisseur) (1892–1963), deutscher Regisseur
- Carl Koch (Maler, 1894) (1894–1970), deutscher Maler, Architekt, Koleopterologe und Herpetologe
- Carl Koch, Geburtsname von Charles Koch (Entomologe) (1904–1970), österreichischer Entomologe
- Carl Koch (Altphilologe) (1907–1956), deutscher Altphilologe
- Carl Koch (Architekt) (1912–1998), US-amerikanischer Architekt
- Carl August Koch (1845–1897), Schweizer Fotograf
- Carl Friedrich Koch (Mediziner) (1802–1871), deutscher Arzt und Pädagoge
- Carl Friedrich Koch (Maler) (1856–1941), deutscher Maler
- Carl Friedrich August Koch  (1820–1890), deutscher Jurist und Versicherungsunternehmer
- Carl Hans Koch (1916–2005), Schweizer Fotograf, Kamerakonstrukteur und Unternehmer, siehe Sinar
- Carl Johann Koch (1803–1864), deutsch-baltischer Pastor
- Carl Ludwig Koch (1778–1857), deutscher Entomologe und Arachnologe
- Carl Wilhelm Otto Koch (1810–1876), deutscher Jurist und Politiker
- Carlo Jacob Koch (1895–1975), deutscher Kaufmann
- Carolin Koch (* 1989), deutsche Schauspielerin und Sängerin
- Carsten Koch (Politiker) (* 1945), dänischer Wirtschaftswissenschaftler und Politiker
- Carsten Koch (Musiker) (* 1975), deutscher Organist und Chorleiter
- Caspar Koch (1742–1805), Schweizer Priester, siehe Kaspar Koch
- Caspar Koch (Sänger) (1889–1952), deutscher Opernsänger (Tenor)
- Caspar Koch (Schauspieler) (* 1946), dänischer Schauspieler
- Charles Koch (Entomologe) (1904–1970), österreichischer Philosoph, Jurist und Entomologe
- Charles G. Koch (* 1935), US-amerikanischer Manager, Unternehmer und Aktivist
- Chris Koch (1927–1986), südafrikanischer Rugby-Union-Spieler

- Christian Koch (Pädagoge) (1781–1861), deutscher Pädagoge und Philologe
- Christian Koch (Politiker) (1878–1955), deutscher Politiker (DDP, FDP)
- Christian Koch (Radsportler) (* 1996), deutscher Radsportler
- Christian Alexander Koch (* 1962), deutscher Schauspieler
- Christian Friedrich Koch (1798–1872), deutscher Jurist
- Christian Johannes Koch (* 1986), Schweizer Regisseur und Drehbuchautor
- Christian Traugott Koch (1752–1826), deutscher Jurist und Politiker
- Christian Zacharias Koch (17. bis 18. Jahrhundert), deutscher Bergbaubeamter
- Christiane Koch  (1939–2016), deutsche Journalistin
- Christiane Henriette Koch (1731–1804), deutsche Schauspielerin und Theaterunternehmerin
- Christina Koch (* 1979), US-amerikanische Astronautin
- Christine Koch (1869–1951), deutsche Lyrikerin
- Christine Koch (Bildhauerin) (* 1959), deutsche Zeichnerin und Bildhauerin
- Christine Koch (Politikerin) (* 1963), Schweizer Politikerin (SP)
- Christof Koch (* 1956), US-amerikanischer Neurowissenschaftler
- Christoph Koch (Philologe) (* 1941), deutscher Slawist, Indogermanist und Altphilologe
- Christoph Koch (Politiker) (* 1954), deutscher Politiker (CDU)
- Christoph Koch (Maler) (* 1958), deutscher Maler
- Christoph Koch (Autor) (* 1974), deutscher Autor und Journalist
- Christoph Koch (Informatiker), Informatiker
- Christoph Koch (Radsportler) (* 1981), deutscher Radsportler
- Christoph Friedrich Koch, deutscher Beamter
- Christoph Wilhelm von Koch (1737–1813), französischer Rechtswissenschaftler, Hochschullehrer, Diplomat und Politiker
- Christopher Koch, bekannt als Chris Koch, US-amerikanischer Regisseur und Produzent
- Christopher Koch (Wirtschaftswissenschaftler) (* 1980), deutscher Wirtschaftswissenschaftler
- Christopher John Koch (1932–2013), australischer Schriftsteller
- Claudia Koch (Herpetologin) (* 1980), deutsche Herpetologin
- Claudia Koch-Brandt (* 1952), deutsche Biochemikerin
- Claus Koch (Schriftsteller) (1929–2010), deutscher Schriftsteller und Journalist
- Claus Koch (Designer) (* 1949), deutscher Designer, Unternehmer und Hochschullehrer
- Claus Koch (Psychologe) (* 1950), deutscher Psychologe und Verlagsleiter
- Claus Koch (Sportschütze) (* 1953), deutscher Sportschütze
- Claus Koch (Musiker) (* 1967), deutscher Jazzmusiker
- Claus Peter Koch, eigentlicher Name von Clapeko van der Heide (* 1940), deutscher Künstler
- Claus Werner Koch (1933–2011), deutscher Journalist
- Clotilde Koch-Gontard (1813–1869), deutsche Salonnière und Unternehmerin
- Conrad von Koch (1738–1821), deutscher Diplomat
- Conrad Koch (Soziologe) (1920–2005), deutscher Fotograf, Soziologe und Hochschullehrer
- Conrad Johann Koch (1797–1880), deutscher Ökonom und Politiker, MdL Hessen
- Cooper Koch (* 1996), US-amerikanischer Schauspieler
- Cordelia Koch (* 1972), deutsche Politikerin (Bündnis 90/Die Grünen)
- Cornelis Koch (Kanute) (* 1925), niederländischer Kanute
- Cornelis Koch (Leichtathlet) (1936–2021), niederländischer Leichtathlet
- Cris Koch (* 1975), deutscher Maler, Musiker und Performancekünstler
- Curt Koch (1900–1975), deutscher Maler, Bildhauer und Restaurator

### D
- Daniel Koch (* 1955), Schweizer Arzt
- Daniel Koch (Rugbyspieler) (* 1995/1996), deutscher Rugby-Union-Spieler
- Daniela Bette-Koch (* 1981), deutsche Schauspielerin und Synchronsprecherin
- David Koch (Theologe) (1869–1920), deutscher Theologe
- David Koch (Musiker) (* 1988), Schweizer Jazzmusiker
- David Koch (Model) (* 1991), deutsches Model
- David H. Koch (1940–2019), US-amerikanischer Unternehmer und Politiker
- Des Koch (1932–1991), US-amerikanischer Diskuswerfer
- Dieter Koch (1921–1984), deutscher Schriftsteller, Hörspielsprecher, Radio-Moderator und Kabarettist, siehe Thierry (Kabarettist)
- Dieter Koch, Alias von Werner Mauss (* 1940), deutscher Privatdetektiv und Geheimagent
- Dieter Koch (Turntrainer) (* 1954), deutscher Kunstturntrainer
- Dieter Koch (Politiker) (* 1968), deutscher Politiker (NPD) und Musikverleger; siehe Dieter Koch Musikverlag
- Dieter-Lebrecht Koch (* 1953), deutscher Politiker (CDU)
- Diethelm Koch (1943–2008), deutscher Bildhauer und Hochschullehrer
- Dietrich Koch (1937–2020), deutscher Physiker und Philosoph
- Dietrich-Alex Koch (* 1942), deutscher Theologe
- Dirk Koch (* 1943), deutscher Journalist
- Dora Koch-Stetter (1881–1968), deutsche Malerin und Grafikerin

### E
- Ebba Koch (* 1944), österreichische Kunsthistorikerin
- Eberhard Koch (1892–1955), deutscher Physiologe und Hochschullehrer
- Eckhard Koch (* 1940), deutscher Naturwissenschaftler
- Ed Koch (Edward I. Koch; 1924–2013), US-amerikanischer Politiker, Bürgermeister von New York
- Edeltraud Koch (* 1954), deutsche Schwimmerin
- Edita Koch (* 1954), deutsche Publizistin und Verlegerin
- Eduard Koch (Apotheker) (1803–1864), deutscher Apotheker
- Eduard Koch (Architekt) (1825–1876), deutscher Architekt und Eisenbahnbaumeister
- Eduard Koch (Leichtathlet), deutscher Leichtathlet
- Eduard Emil Koch (1809–1871), deutscher Pfarrer und Hymnologe
- Eduard Joseph Koch, österreichischer Mediziner
- Edwina Koch-Kupfer (* 1962), deutsche Politikerin, MdL
- Egmont Koch (Sänger) (1906–1966), deutscher Opernsänger (Bass, Bariton)
- Egmont R. Koch (* 1950), deutscher Journalist und Drehbuchautor
- Egon Koch (* 1955), deutscher Autor, Hörfunkregisseur und Filmregisseur
- Ehrenreich Christoph Koch (1714–1786), deutscher Theologe
- Ekhard Koch (1902–2000), deutscher Jurist, Verwaltungsbeamter und Politiker
- Eleonore Koch (1926–2018), deutschbrasilianische Malerin und Bildhauerin
- Elga Koch (1928–2014), deutsche Weltumseglerin
- Elisabeth Koch (1778–1808), deutsche Schauspielerin, siehe Betty Roose
- Elisabeth Koch (Rechtswissenschaftlerin) (* 1949), deutsche Rechtswissenschaftlerin
- Elisabeth Koch (Politikerin) (* 1962, als Elisabeth Rieß), deutsche Kommunalpolitikerin (CSU)
- Elisabeth von Koch (* 1974), deutsche Schauspielerin und Synchronsprecherin
- Elke Koch (* 1970), deutsche Germanistin und Literaturwissenschaftlerin
- Elly Koch (1916–2017), Schweizer Stickerin und Autorin
- Emil Koch (Philologe) (1857–1921), deutscher Klassischer Philologe
- Emil Koch (Heimatforscher) (1869–1947), deutscher Lehrer und Heimatforscher
- Emil Koch (Verleger) (vor 1885–1948), deutscher Zeitungsverleger
- Emil Koch (Geologe) (1886–1960), deutscher Hydrogeologe
- Emil Koch (Maler) (1902–1975), deutscher Maler und Grafiker
- Emma Koch (1860–1945), deutsche Pianistin und Musikpädagogin
- Emmy Koch, geborene Fraatz (1847–1913), deutsche Assistentin und erste Ehefrau von Robert Koch
- Engelbert Koch (1918–1962), deutscher Fußballspieler
- Engelbert Koch (Tennisspieler), deutscher Tennisspieler
- Erduin Julius Koch (1764–1834), deutscher Literaturhistoriker und Altphilologe
- Eric Koch (1919–2018), kanadischer Autor und Sozialwissenschaftler
- Erich Koch (General) (1887–1941), deutscher Generalleutnant
- Erich Koch (1896–1986), deutscher Politiker (NSDAP), MdR, Gauleiter und Reichskommissar
- Erich Koch (Unternehmer) (1903–nach 1971), deutscher Unternehmer
- Erich Koch (Fußballspieler) (1907–nach 1947), deutscher Fußballspieler und -trainer
- Erich Koch (Mediziner) (1919–1997), deutscher Gynäkologe und Klinikgründer
- Erich Koch (Künstler) (1924–2014), deutscher Künstler
- Erich Koch-Weser (1875–1944), deutscher Politiker (DDP)
- Erika Koch (* 1933), deutsche Ehrenamtlerin
- Erland Koch (Sportschütze, 1867) (1867–1945), deutscher Sportschütze
- Erland von Koch (1910–2009), schwedischer Komponist
- Erland Koch (Sportschütze, 1913) (Erland Haraldsson Koch; 1913–1972), schwedischer Sportschütze
- Ernst Koch (Architekt) (1755–1825), deutscher Baumeister in Wien
- Ernst Koch (Politiker) (1774–1844), Landtagsabgeordneter Großherzogtum Hessen
- Ernst Koch (Schriftsteller) (1808–1858), deutscher Dichter und Jurist
- Ernst Koch (Sänger) (1819–1894), deutscher Kammersänger und Musikpädagoge
- Ernst Koch (Historiker) (1843–1926), deutscher Lehrer, Historiker, Archivar und Botaniker
- Ernst Koch (Ingenieur) (1875–1942), Schweizer Textilingenieur und Funktionär
- Ernst Koch (Bibliothekar) (1899–1973), deutscher Bibliothekar
- Ernst Koch (Fußballspieler) (1922–2005), deutscher Fußballspieler
- Ernst Koch (Theologe) (* 1930), deutscher Theologe
- Ernst Koch-Vlierboom (1847–1907), Schweizer Chemiker und Unternehmer
- Ernst-Christian Koch (* 1968), deutscher Chemiker und Explosivstoffspezialist
- Ernst-Eckhard Koch (1943–1988), Physiker und Hochschullehrer
- Ernst-Jürgen Koch (1923–2003), deutscher Weltumsegler
- Erwin Koch (* 1956), Schweizer Journalist und Schriftsteller
- Erwin Koch-Raphael (* 1949), deutscher Komponist
- Eugen Koch (1899–1981), Schweizer Mediziner
- Ewald Koch (1919–2010), deutscher Klarinettist, Komponist und Hochschullehrer

### F
- Fabian Koch (* 1989), österreichischer Fußballspieler
- Fayer Koch (* 1989), deutscher Dramatiker mit Schwerpunkt Kinder- und Jugendtheater
- Felix Koch (Politiker) (1882–1918), Schweizer Politiker
- Felix Koch (Dirigent) (* 1969), deutscher Dirigent, Cellist und Professor für Alte Musik und Musikvermittlung
- Félix Koch (* 1980), luxemburgischer Filmregisseur, Drehbuchautor und Grafikdesigner
- Ferdinand Koch (1832–1904), deutscher Unternehmer und Politiker, MdR
- Ferdinand Koch (Musiker) (1927–1990), deutscher Tenor und Musikpädagoge
- Ferdinand Felix Koch (1829–1889), böhmisch-österreichischer katholischer Priester und Heimatforscher
- Florens Koch (* 1990), deutscher Fußballtrainer
- Florian Koch (* 1992), deutscher Basketballspieler
- Flury Koch (* 1945), Schweizer Skilangläufer
- Franz Koch (Musiker) (1761–1830), österreichischer Maultrommelspieler
- Franz Koch (Bildhauer) (1832–1922), österreichischer Bildhauer
- Franz Koch (Politiker, 1839) (1839–1907), österreichischer Politiker
- Franz Edler von Koch (1875–1965), deutscher Politiker (CSU)
- Franz Koch (Germanist) (1888–1969), deutsch-österreichischer Germanist und Literaturhistoriker
- Franz Koch (Kameramann) (1898–1959), deutscher Kameramann
- Franz Koch (Politiker, 1902) (1902–1973), österreichischer Mediziner und Politiker (SPÖ)
- Franz Koch (Musikproduzent), österreichischer Musikproduzent
- Franz Koch (Manager) (* 1979), deutscher Manager
- Franz Halter-Koch (1944–2023), österreichischer Mathematiker und Hochschullehrer
- Franz Josef Koch (Unternehmer) (1872–1941), deutscher Erfinder und Unternehmer
- Franz Joseph Koch (1875–1947), deutscher Lehrer und Autor
- Franz Leopold Koch (1782–1850), deutscher Apotheker und Mäzen
- Franziska Koch (Radsportlerin) (* 2000), deutsche Radrennfahrerin
- Franziska Romana Koch (Franziska Gieraneck; 1748–1796), deutsche Sängerin, Tänzerin und Schauspielerin
- Fred Koch (Physiker) (* 1937), deutscher Physiker
- Fred C. Koch (1900–1967), US-amerikanischer Chemieingenieur und Unternehmer
- Frédéric Koch (1830–1890), französischer General der Infanterie
- Frederick Koch (Komponist) (1923–2005), Komponist
- Frederick Koch (1937–2012), US-amerikanischer Physiker
- Freddy Koch (1916–1980), dänischer Schauspieler
- Frerich Koch (1871–1951), deutscher Politiker (FDP)
- Friederike Koch von Langentreu (1866–1941), österreichische Malerin, Grafikerin und Keramikerin
- Friedhelm Koch (* 1937), deutscher General
- Friedrich Koch (Schauspieler) (1756–1794), deutscher Schauspieler
- Friedrich Koch (Schulrat) (1769–1849), deutscher Pädagoge
- Friedrich Koch (Radierer) (1771–1832), elsässischer Radierer, Maler und Kunstsammler
- Friedrich Koch (Unternehmer) (1775–1847), deutscher Unternehmer
- Friedrich Koch (Apotheker) (1786–1865), deutscher Apotheker und Erfinder
- Friedrich Koch (Politiker, 1811) (1811–1895), deutscher Jurist und Politiker
- Friedrich Koch (Philologe) (1813–1872), deutscher Philologe und Grammatiker
- Friedrich Koch (Baumeister) (1817–1894), deutscher Architekt, Baubeamter und Naturforscher
- Friedrich Koch (Architekt) (1828–1922), deutscher Architekt
- Friedrich Koch (Politiker, 1838) (1838–1897), deutscher Pfarrer und Politiker
- Friedrich Koch (Theologe, 1855) (1855–1928), deutscher Theologe und Pfarrer
- Friedrich Koch (Maler) (1859–1947), deutscher Maler
- Friedrich Koch (Politiker, 1870) (1870–1938), deutscher Jurist und Politiker
- Friedrich Koch (Maler, 1879) (1879–??), österreichischer Maler
- Friedrich Koch (General) (1879–1961), deutscher General der Infanterie
- Friedrich Koch (Mediziner) (1892–1948), deutscher Internist und Hochschullehrer
- Friedrich Koch (Mediziner, 1894) (1894–1957), deutscher Mediziner und Leiter der Gesundheitsabteilung des Bundesinnenministeriums
- Friedrich Koch (Erziehungswissenschaftler) (1936–2023), deutscher Erziehungswissenschaftler
- Friedrich Koch (Volkskundler) (* 1958), deutscher Volkskundler und Museumsleiter
- Friedrich Koch-Breuberg (1847–1922), bayerischer Offizier und Schriftsteller
- Friedrich Koch-Nolte (* 1957), deutscher Arzt, Molekularimmunologe und Hochschullehrer
- Friedrich Rasenberger-Koch (1894–1979), deutscher Schriftsteller und Herausgeber
- Friedrich Adolf Christian Koch (1835–1910), deutscher Apotheker und Politiker
- Friedrich Carl Ludwig Koch (1799–1852), deutscher Unternehmer
- Friedrich Engelhard Koch (um 1694–1745), deutscher Amtmann
- Friedrich Ernst Koch (Oberamtmann) (1775–1860), deutscher Verwaltungsbeamter
- Friedrich Ernst Koch (Komponist) (1862–1927), deutscher Komponist und Musikpädagoge
- Friedrich Ferdinand Koch (1863–1923), deutscher Maler und Zeichner
- Friedrich Jakob Koch (1769–1830), deutscher Theologe und Pfarrer
- Friedrich Karl Koch (um 1740–1794), deutscher Sänger und Schauspieler
- Friedrich Lebrecht Koch (1761–1837), deutscher Geistlicher
- Friedrich Wilhelm Koch (1815–1889), deutscher Bildhauer, Stuckateur und Fabrikant
- Friedrich-Wilhelm Koch (1913–1995), deutscher Chirurg und Standespolitiker
- Fritz Koch (Politiker, 1845) (1845–1893), deutscher Gutsbesitzer und Politiker, MdR
- Fritz Koch (Regierungsrat) (1880–1968), deutscher Verwaltungsjurist und Kulturpolitiker
- Fritz Koch (Politiker, 1884) (1884–??), deutscher Politiker (USPD)
- Fritz Koch (Politiker, 1896) (1896–1967), deutscher Politiker (SPD)
- Fritz Koch (Politiker, 1900) (1900–1983), österreichischer Manager und Politiker, Tiroler Landtagsabgeordneter
- Fritz Koch (Jurist) (1900–1985), deutscher Jurist und Verwaltungsbeamter
- Fritz Koch (Maler, 1907) (Fritz August Ernst Koch; 1907–2016), deutscher Maler und Zeichner
- Fritz Koch (Mediziner) (1909–1998), deutscher Kinderarzt und Hochschullehrer
- Fritz Koch (Diplomat) (1910–1990), deutscher Diplomat und Wirtschaftsfunktionär
- Fritz Koch (Maler, 1951) (* 1951), deutscher Zeichner und Maler
- Fritz Koch (Skispringer) (* 1956), österreichischer Skispringer
- Fritz Koch-Gotha (1877–1956), deutscher Zeichner und Schriftsteller
- Fritz Erich Koch (1887–1966), deutscher Rechtswissenschaftler

### G
- Gaetano Koch (1849–1910), italienischer Architekt
- Gebhard Koch (1928–2013), deutscher Molekularbiologe und Genetiker
- Georg Koch, deutscher Buchdrucker, siehe Georg Coci
- Georg Koch (Maler, 1819) (1819–1899), deutscher Maler, Zeichner und Lithograf
- Georg Koch (Fabrikant) (1824–1871), deutscher Pulverfabrikant
- Georg Koch (Maler, 1857) (Georg Carl Koch; 1857–1927), deutscher Maler, Holzschnitzer und Lithograf
- Georg Koch (Politiker), deutscher Politiker, MdL Hohenzollernsche Lande
- Georg Koch (Theologe) (1872–1957), deutscher Pfarrer, Theologe, Volkskundler und Hochschullehrer
- Georg Koch (Fußballspieler) (* 1972), deutscher Fußballtorwart
- Georg Koch (Bildhauer) (* 1978), Schweizer Maler und Bildhauer
- Georg Aenotheus Koch (1802–1879), deutscher Altphilologe, Lexikograf und Pädagoge
- Georg August Koch (1883–1963), deutscher Schauspieler
- Georg Friedrich Koch (Philologe) (1770–1827), deutscher Altphilologe und Publizist
- Georg Friedrich Koch (Botaniker) (1808–1874), deutscher Botaniker und Arzt
- Georg-Friedrich Koch (Kunsthistoriker) (Georg Friedrich Koch; 1920–1994), deutscher Kunsthistoriker
- Georg Heinrich Koch (1770–1846), deutscher Politiker, MdL Nassau
- Georg Johann Koch (1822–1902), deutscher Fotograf
- Gérard Koch (1926–2014), deutsch-französischer Bildhauer
- Gerd Koch (Kulturanthropologe) (1922–2005), deutscher Ethnologe
- Gerd Koch (* 1941), deutscher Theaterpädagoge und Publizist
- Gerhard Koch (1601–1660), deutscher Rechtsgelehrter und Diplomat, siehe Gerhard Coccejus
- Gerhard Koch (Politiker, 1906) (1906–1983), deutscher Politiker (SPD), MdB
- Gerhard Koch (Mediziner) (1913–1999), deutscher Neurologe und Genetiker
- Gerhard Koch (Rennfahrer) (1935–2010), deutscher Autorennfahrer
- Gerhard Koch (Politiker, 1945) (1945–1999), deutscher Politiker
- Gerhard Halfred von Koch (1872–1948), schwedischer Politiker
- Gerhard R. Koch (* 1939), deutscher Musikjournalist
- Gero Koch (1935–2012), deutscher Brigadegeneral
- Gerrit Koch (* 1969), deutscher Jurist und Politiker (FDP)
- Gertraud Koch (* 1964), deutsche Anthropologin
- Gertrud Koch (1868) (1868–1945), Tochter von Robert Koch und Ehefrau von Eduard Pfuhl
- Gertrud Koch (Widerstandskämpferin) (1924–2016), deutsche Widerstandskämpferin
- Gertrud Koch (Filmwissenschaftlerin) (* 1949), deutsche Filmwissenschaftlerin
- Gottfried Koch (Historiker) (1932–1968), deutscher Historiker
- Gottfried Koch (1926–2018), deutscher Dreher und Mitglied im CDU-Bundesvorstand
- Gottlieb von Koch (1849–1914), deutscher Zoologe
- Greg Koch (* 1966), US-amerikanischer E-Gitarrist
- Gregor Koch (1747–1816), Schweizer Ordensgeistlicher, Abt von Muri
- Guido von Koch (1815–1882), deutscher Mediziner und Hofzahnarzt
- Günter Koch (Architekt) (1915–1986), deutscher Architekt
- Günter Koch (Rollkunstläufer) (* 1926), deutscher Rollkunstläufer
- Günter Koch (Theologe) (1931–2020), deutscher katholischer Theologe und Hochschullehrer
- Günter Koch (Boxer) (1937/1938–2014), deutscher Boxer
- Günter Koch (* 1947), deutscher Informatiker
- Günter Koch (Sprachwissenschaftler), Mitautor des Sprachatlas von Niederbayern
- Günther Koch (Redakteur) (1870–nach 1923), deutscher Kunstredakteur und Sachverständiger
- Günther Koch (Theologe) (1902–1973), deutscher evangelischer Theologe und Hochschullehrer
- Günther Koch (* 1941), deutscher Moderator
- Guntram Koch (* 1941), deutscher Archäologe
- Gustav Koch (Politiker, 1795) (1795–1862), deutscher Jurist und Stadtrat
- Gustav Koch (Architekt) (1892–1963), deutscher Architekt
- Gustav Koch (Politiker, 1895) (1895–1975), deutscher Landwirt und Politiker (DVP, DNVP)
- Gustav Adolf Koch (1846–1921), deutscher Geologe und Paläontologe

### H
- H. Hellmut Koch (1944–2010), deutscher Mediziner
- Hadrian W. Koch (* 1944), deutscher Ordensgeistlicher
- Hagen Koch (* 1940), deutscher Beauftragter für den Abriss der Berliner Mauer
- Hal Koch (eigentlich Hans Harald Koch; 1904–1963), dänischer Theologe
- Hanne Koch, deutsche Fußballspielerin
- Hannelore Koch (* 1951), deutsche Schauspielerin
- Hannes Koch (Leichtathlet) (Johannes Koch; 1935–1994), deutscher Leichtathlet
- Hannes Koch (Journalist) (* 1961), deutscher Journalist
- Hannes Koch (Politiker) (* 1973), Schweizer Politiker (Grüne)
- Hannes Koch (Künstler) (* 1975), Künstler
- Hannes Koch (Fußballspieler) (* 1977), österreichischer Fußballspieler
- Hanns Koch (Politiker) (um 1575–nach 1654), deutscher Politiker, Bürgermeister von Memmingen
- Hanns Koch (Naturwissenschaftler) (1902–nach 1959), deutscher Naturwissenschaftler
- Hanns-Christoph Koch (* 1950), deutscher Regisseur und Autor
- Hannsjoachim W. Koch (* 1933), britischer Historiker
- Hans Koch (Verwaltungsjurist) (1860–1913), deutscher Verwaltungsjurist
- Hans Koch (Philologe) (1861–1945), Altphilologe, Gymnasiallehrer in Ostpreußen und Berlin
- Hans Koch (Maler, 1868) (1868–??), deutscher Maler
- Hans Koch (Maler) (1876–1939), deutscher Maler
- Hans Koch (Gärtner) (1878–nach 1931), deutscher Gärtner und Gartenbauinspektor
- Hans Koch (Schriftsteller) (1881–1952), deutscher Arzt, Kunstsammler und Schriftsteller
- Hans Koch (Jurist) (1893–1945), deutscher Jurist und Widerstandskämpfer
- Hans Koch (Historiker) (1894–1959), deutscher Offizier, Theologe und Historiker
- Hans Koch (Psychologe) (1897–1979), deutscher Psychologe, Hochschullehrer und Vorstandsmitglied der Deutschen Gesellschaft für Rassenhygiene
- Hans Koch (Unternehmer) (1897–1995), deutscher Erfinder, Unternehmer und Mitgründer einer Kommune
- Hans Koch (Pädagoge) (1898–1989), deutscher Pädagoge
- Hans Koch (Ingenieur) (1903–1963), deutscher Landtechniker
- Hans Koch (Bibliothekar) (1907–1987), Schweizer Bibliothekar und Heimatforscher
- Hans Koch (Politiker, 1910) (1910–?), österreichischer Politiker (ÖVP), Steiermärkischer Landtagsabgeordneter
- Hans Koch (Politiker, 1911) (1911–1995), deutscher Politiker (FDP)
- Hans Koch (SS-Mitglied) (1912–1955), deutscher Kriegsverbrecher und Angehöriger der Lager-SS im KZ Auschwitz
- Hans Koch (Maler, 1918) (1918–?), tschechisch-deutscher Maler
- Hans Koch (Maler, 1924) (1924–1987), deutscher Maler
- Hans Koch (Politiker, 1927) (1927–1986), deutscher Kulturwissenschaftler und Kulturfunktionär (SED)
- Hans Koch (Politiker, 1930) (1930–1979), deutscher Politiker (DDR-CDU)
- Hans Koch (Holzbläser) (* 1948), Schweizer Holzbläser
- Hans von Koch (* 1950er Jahre), deutscher Mathematiker und Hochschullehrer
- Hans Koch-Sixt (1874–1923), Schweizer Unternehmer
- Hans-Albrecht Koch (* 1946), deutscher Germanist und Bibliothekar
- Hans Carl Koch (1885–1934), Schweizer Fotograf (siehe Sinar)
- Hans-Dieter Koch (Agrarwissenschaftler) (1929–1979), deutscher Agrarwissenschaftler
- Hans-Dieter Koch (Fußballspieler) (1944–2017), deutscher Fußballspieler
- Hans-Eberhard Koch (* 1949), deutscher Unternehmer und Verbandsfunktionär
- Hans-Georg Koch (Schachspieler) (* 1940), deutscher Fernschachspieler
- Hans Georg Koch (Musiker) (1941–2005), deutscher Musiker
- Hans Georg Koch (Regierungssprecher) (* 1945), deutscher Pressesprecher und Ministerialdirigent
- Hans-Georg Koch (Jurist) (* 1948), deutscher Rechtswissenschaftler
- Hans-Georg Koch (Biochemiker) (* 1962), deutscher Biochemiker und Hochschullehrer
- Hans-Gerd Koch (* 1954), deutscher Literaturwissenschaftler
- Hans Hellmut Koch (1944–2010), deutscher Mediziner, siehe H. Hellmut Koch
- Hans-Hinrich Koch (* 1970), deutscher Film- und Fernsehproduzent
- Hans-Joachim Koch (Agrarwissenschaftler) (1923–um 1996), deutscher Obstbauwissenschaftler
- Hans-Joachim Koch (* 1944), deutscher Rechtswissenschaftler
- Hans-Jörg Koch (* 1931), deutscher Richter und Hochschullehrer
- Hans Jürgen Koch (1934–2014), deutscher Autor und Redakteur
- Hans-Jürgen Koch (Mediziner) (1943–2005), deutscher Dermatologe und Hochschullehrer
- Hans-Jürgen Koch (Finanzmakler) (1948–2008), deutscher Finanzmakler
- Hans-Karl Koch (1897–1934), deutscher Politiker (NSDAP) und SA-Führer
- Hans Michael Koch (1947–2018), deutscher Gitarrist, Lautenist und Hochschullehrer
- Hans Oskar Koch (* 1945), deutscher Dirigent und Herausgeber
- Hans-Reinhard Koch (Jurist) (1902–1997), deutscher Verwaltungsjurist
- Hans-Reinhard Koch (Weihbischof) (1929–2018), deutscher Geistlicher, Weihbischof in Erfurt
- Hans-Reinhard Koch (Mediziner) (* 1941), deutscher Augenarzt
- Hans W. Koch (* 1962), deutscher Komponist, Klangkünstler und Hochschullehrer
- Hans-Werner Koch (* 1948), deutscher Politiker (SPD)
- Harald Koch (Politiker, 1907) (1907–1992), deutscher Politiker (SPD)
- Harald Koch (Rechtswissenschaftler) (* 1943), deutscher Rechtswissenschaftler
- Harald Koch (Politiker, 1954) (* 1954), deutscher Politiker (Die Linke)
- Harald Koch (Fotograf) (* 1963), deutscher Fotograf
- Harald Koch (Schauspieler) (* 1966), deutscher Schauspieler
- Harald Koch (Badminton) (* 1969), österreichischer Badmintonspieler
- Harry Koch (Fussballspieler, 1930) (1930–2012), Schweizer Fußballspieler
- Harry Koch (Fußballspieler, 1969) (* 1969), deutscher Fußballspieler
- Hartwig Koch (?–1953), deutscher Verleger
- Hawk Koch (* 1945), amerikanischer Filmproduzent
- Heather Miller-Koch (* 1987), US-amerikanische Siebenkämpferin
- Hedwig Koch (1872–1945), deutsche Malerin und Schauspielerin, zweite Ehefrau von Robert Koch
- Heidemarie Koch (1943–2022), deutsche Iranistin
- Heiner Koch (* 1954), deutscher Geistlicher, Erzbischof von Berlin
- Heinrich Koch (Politiker, 1772) (1772–1828), deutscher Bankier und Politiker
- Heinrich Koch (Politiker, II) (Johann Heinrich Christian Koch; † 1846), deutscher Politiker, MdL Schwarzburg-Rudolstadt
- Heinrich Koch (Architekt, 1781) (1781–1861), deutscher Architekt
- Heinrich Koch (Maler, 1806) (1806–1893), deutscher Maler
- Heinrich Koch (Politiker, 1811) (1811–1870), deutscher Bürgermeister und Mitglied der Kurhessischen Ständeversammlung
- Heinrich Koch (Politiker, III) (Heinrich Gottfried Wilhelm Erdmann Koch), deutscher Politiker, MdL Schwarzburg-Rudolstadt
- Heinrich Koch (Unternehmer, 1829) (1829–1866), deutscher Nähmaschinenfabrikant
- Heinrich Koch (1832–1888), deutsch-britischer Reeder, siehe Henry Koch (Unternehmer)
- Heinrich Koch (Architekt, 1873) (1873–1945), deutscher Architekt
- Heinrich Koch (Politiker, 1890) (1890–1974), deutscher Politiker (NSDAP), MdL Baden
- Heinrich Koch (Fotograf) (1896–1934), tschechisch-deutscher Fotograf
- Heinrich Koch (Montanwissenschaftler) (1898–1986), deutscher Montanwissenschaftler und Hochschullehrer
- Heinrich Koch (Archivar) (1907–nach 1987), deutscher Historiker und Archivar
- Heinrich Koch (Regisseur) (1911–2006), deutscher Theaterregisseur
- Heinrich Koch (Unternehmer, 1920) (1920–2017), deutscher Logistikunternehmer
- Heinrich Koch (Journalist) (* 1921), deutscher Sportjournalist
- Heinrich Koch (Maler, 1947) (* 1947), deutscher Maler, Zeichner und Bildhauer
- Heinrich Koch (Politiker, 1962) (* 1962), deutscher Politiker
- Heinrich Albert Koch (um 1732–1794), deutscher Apotheker
- Heinrich Andreas Koch (1707–1766), deutscher Jurist und Historiker
- Heinrich Christoph Koch (1749–1816), deutscher Musiktheoretiker und Kammermusiker
- Heinrich Gottfried Koch (1703–1775), deutscher Schauspieler und Theaterunternehmer
- Heinrich Herrmann Robert Koch (1843–1910), deutscher Bakteriologe und Hygieniker, siehe Robert Koch
- Heinrich Hubert Koch (1835–1917), deutscher Theologe, Prälat und Kirchenhistoriker
- Heinrich P. Koch (* 1931), österreichischer Chemiker, Finno-Ugrist und Volkskundler
- Heinrich Theodor Koch (1822–1898), deutscher Jurist und Politiker, MdR

- Heinz Koch (Musiker) (1915–1994), deutscher Violinist
- Heinz Koch (Karnevalist) (1929–2005), deutscher Karnevalskünstler
- Heinz Koch (Historiker) (* 1929), deutscher Historiker
- Heinz Koch (Badminton) (1930–2000), deutscher Badmintonspieler
- Heinz Koch (Fotojournalist) (* 1930), deutscher Fotojournalist
- Heinz Koch (Historiker, 1941) (1941–2020), deutscher Historiker
- Heinz Koch (Fußballspieler, 1944-2020) (* 16. Februar 1944, † Mai 2020), deutscher Fußballspieler (FC Homburg)
- Heinz Koch (Fußballspieler, 1947) (* 1947), deutscher Fußballspieler (Rot-Weiss Essen)
- Heinz Koch (Fußballspieler) (* 1949), deutscher Fußballspieler (VfL Osnabrück)
- Heinz Koch (Skispringer) (* 1961), österreichischer Skispringer und Skisprungtrainer
- Heinz-Dieter Koch (* 1923), deutscher Swing-Musiker
- Heinz W. Koch (1938–2018), deutscher Musikjournalist
- Helena Koch (* 1989), estnische Kinderbuchautorin und Literaturkritikerin
- Helga Koch (* 1942), deutsche Fechterin
- Helge von Koch (1870–1924), schwedischer Mathematiker
- Hellmuth Koch (1891–1945), deutscher Generalleutnant
- Helmut Koch (Techniker) (1907–nach 1960), deutscher Schweißtechniker und Hochschullehrer
- Helmut Koch (Musiker) (1908–1975), deutscher Dirigent und Chorleiter
- Helmut Koch (Betriebswirt) (1919–2015), deutscher Betriebswirt
- Helmut Koch (Politiker, 1922) (1922–2024), deutscher Politiker (SED) und Wirtschaftsfunktionär
- Helmut Koch (Politiker, 1925) (* 1925), deutscher Politiker (SED), MdV
- Helmut Koch (Mathematiker) (1932–2024), deutscher Mathematiker
- Helmut Koch (Mediziner) (* 1938), deutscher Internist
- Helmut Koch (Maler) (* 1947), deutscher Maler und Objektkünstler
- Helmut H. Koch (* 1941), deutscher Literaturwissenschaftler
- Helmuth Andreas Koch (1889–1963), deutscher Politiker (DNVP, CDU)
- Henny Koch (1854–1925), deutsche Autorin und Übersetzerin
- Henri Koch (Biologe) (1911–1997), belgischer Biologe
- Henri Koch (Bobfahrer) (1904–1954), luxemburgischer Bobfahrer
- Henri Koch-Kent (1905–1999), luxemburgischer Publizist
- Henriette Koch († 1828), deutsche Schauspielerin
- Henrik Koch (* 2006), deutscher Fußballspieler
- Henry Koch (Unternehmer) (geb. Heinrich Koch; 1832–1888), deutscher Unternehmer und Reeder
- Henry Koch (Offizier) (1891–1977), deutscher Marineoffizier und Beamter
- Henry Koch (Komponist) (* 1960), deutscher Komponist
- Herbert Koch (Archäologe) (1880–1962), deutscher Archäologe
- Herbert Koch (Mediziner) (1882–1968), österreichischer Pädiater und Hochschullehrer
- Herbert Koch (Pädagoge) (1886–1982), deutscher Pädagoge, Historiker, Romanist und Politiker
- Herbert Koch (Chemiker) (1904–1967), deutscher Chemiker
- Herbert Koch (Politiker, I), deutscher Politiker (DDR-CDU)
- Herbert Koch (Manager) (* 1941), österreichischer Manager
- Herbert Koch (Theologe) (1942–2022), deutscher Theologe und Autor
- Herbert Koch (Politiker, 1945) (* 1945), deutscher Chemiker und Politiker (CDU)
- Herbert Koch (Mathematiker) (* 1962), deutscher Mathematiker
- Heribert Koch (Mediziner) (* 1937), deutscher Mund-, Kiefer- und Gesichtschirurg und Hochschullehrer
- Heribert Koch (Pianist) (* 1961), deutscher Pianist
- Heribert Koch (Fussballspieler) (* 1969), Schweizer Fußballspieler
- Herman Koch (* 1953), niederländischer Schriftsteller und Schauspieler
- Hermann Koch (Bergbeamter) (1814–1877), deutscher Bergbeamter
- Hermann Koch (Bankier) (1814–1902), deutscher Bankier
- Hermann Koch (Unternehmer) (1842–1905), deutscher Porzellanfabrikant und Firmengründer
- Hermann Koch (Maler) (1856–1939), deutscher Maler
- Hermann Koch (Politiker, 1882) (1882–1957), deutschbaltischer Politiker (DbPE)
- Hermann Koch (Politiker, 1899) (1899–1984), deutscher Unternehmer und Politiker (CDU)
- Hermann Koch (Bildhauer) (1920–1997), deutscher Maler, Bildhauer und Grafiker
- Hermann Koch (Verbandsfunktionär) (1920–2002), deutscher Funktionär der Arbeiterwohlfahrt
- Hermann Koch (Religionspädagoge) (1924–2016), deutscher Kaufmann, Katechet und Religionspädagoge
- Hermann Adolf Koch (1829–1876), deutscher Philologe
- Hilde Koch (Illustratorin), deutsche Malerin und Illustratorin
- Hilde Koch (Sängerin) (* 1928), österreichischer Opernsängerin (Sopran)
- Hilde Koch, deutsche Stifterin, siehe Wilfried Koch
- Hildegard Koch (1871–1923), deutsche Malerin
- Hilka Koch (1938–2020), deutsche Autorin
- Holger Koch (* 1955), deutscher Maler und Grafiker
- Horst Koch (Unternehmer) (1915–nach 1977), deutscher Unternehmer
- Horst Koch (Fußballspieler) (1942–2019), deutscher Fußballspieler
- Horst Koch (Musiker) (1943–2009), deutscher Sänger und Liedermacher
- Horst Günter Koch (* 1933), deutscher Journalist und Autor
- Horst-Günther Koch (1911–1981), deutscher Meteorologe und Hochschullehrer
- Howard Koch (1901–1995), US-amerikanischer Drehbuchautor
- Howard W. Koch (1916–2001), US-amerikanischer Filmproduzent und Regisseur
- Hubert Koch (Künstler) (* 1932), deutscher Glaskünstler
- Hubert Koch (Berater) (* 1950), deutscher Berater und Lobbyist
- Hubertus Koch (* 1989), deutscher Journalist und Filmemacher
- Hugo Koch (Architekt, 1843) (1843–1921), deutscher Architekt
- Hugo Koch (Bergmann) (1845–1932), deutscher Bergmann
- Hugo Koch (Architekt, 1846) (1846–1921), deutscher Architekt
- Hugo Koch (Theologe) (1869–1940), deutscher Priester und Kirchenhistoriker
- Hugo Koch (Architekt, 1883) (auch Hugo Koch-Nerchau; 1883–1964), deutscher Architekt und Baubeamter
- Hugo Alexander Koch (1870–1928), niederländischer Erfinder

### I
- Ida Koch (1840–1892), deutsche Wohltäterin
- Ignaz von Koch (1697–1763), österreichischer Staatsmann
- Ilse Koch (1906–1967), deutsche KZ-Aufseherin, Ehefrau des Lagerkommandanten von Buchenwald
- Ilse Koch-Amberg (1869–1934), deutsche Kunstgewerblerin und Malerin
- Ines Koch (Ines Anger-Koch; * 1971), österreichische Politikerin (ÖVP), Landtagsabgeordnete und Gemeinderätin
- Inge Koch, deutsche Eiskunstläuferin
- Ingmar Koch, deutscher Musiker und Labelbetreiber
- Irene Koch (* 1969), österreichische Naturbahnrodlerin, siehe Irene Zechner
- Irmgard Koch (* 1923), deutsche Sportlehrerin, siehe Adolf Koch (Pädagoge)

### J
- Jacob Koch († 1638), deutscher Mediziner und kursächsischer Leibarzt
- Jakob Koch (Theologe) (1744–1822), evangelischer Pfarrer und Begründer der Pfarrerdynastie Koch (Oberösterreich)
- Jakob Koch (Ringer) (1870–1918), deutscher Ringer
- Jakob Koch (Theologe, 1875) (1875–1949), deutscher Ordensgeistlicher (Steyler Missionare) und Theologe
- Jakob Emil Karl Koch (1876–1951), deutscher Theologe und Präses, siehe Karl Koch (Theologe)
- Jakob Ernst Koch (Senior, 1797) (1797–1856), Senior und Superinentendent-Stellvertreter der Diözese Oberösterreich
- Jakob Ernst Koch (Superintendent, 1836) (1836–1907), Superintendent der Diözese Oberösterreich mit Salzburg und Tirol
- Jakob Ernst Koch (Superintendent, 1865) (1865–1947), Superintendent der Diözese Oberösterreich mit Salzburg und Tirol
- Jakob Ernst Koch (Pfarrer, 1897) (1897–1966), Pfarrer der Gemeinde Ramsau in der Steiermark
- Jakob Heinrich Koch (1895–1963), deutscher Ingenieur
- Jakob Johannes Koch (* 1969), deutscher Theologe und Sänger (Bariton)
- Jakob Mathias Koch (1900–1945), deutscher politischer Häftling des Nationalsozialismus
- Jan Koch (Musiker) (* 1980), deutscher Singer-Songwriter
- Jan Koch (Fußballspieler, 1984) (* 1984), deutscher Fußballspieler
- Jan Koch (Fußballspieler, 1995) (* 1995), deutsch-tschechischer Fußballspieler
- Jaroslav Koch (1910–1979), tschechischer Psychologe
- Jason M. Koch, US-amerikanischer Regisseur und Spezialeffektkünstler
- Jean Koch, deutscher Fußballtorhüter
- Jeannette Brosig-Koch (* 1974), deutsche Wissenschaftlerin, Hochschullehrerin für Volkswirtschaftslehre
- Jenö Koch (1946/1947–2014), ungarischer Handballspieler

- Jando, bürgerlich Jens Koch, (* 1970), deutscher Drehbuchautor und Schriftsteller
- Jens Koch (Rechtswissenschaftler) (* 1971), deutscher Jurist
- Jens Koch (Verwaltungsbeamter) (* 1971), deutscher Jurist, Präsident der Bundesanstalt für den Digitalfunk der Behörden und Organisationen mit Sicherheitsaufgaben
- Jeremias Koch (auch Coch; 1637–1693), deutscher Komponist
- Joachim Koch (Botaniker) (1908–1981), deutscher Botaniker
- Joachim Koch (Mediziner) (* 1939), deutscher Allgemeinarzt und ärztlicher Standespolitiker
- Joachim Koch (Bildhauer) (* 1949), deutscher Bildhauer
- Joachim Koch (Politiker) (* 1952), deutscher Politiker (PDS)
- Joachim Koch (Philosoph) (1954–2008), deutscher Sozialphilosoph
- Jochen Koch (Ökonom) (* 1952), deutscher Wirtschaftswissenschaftler
- Jobst Heinrich Koch, deutscher Beamter
- Johan Koch (Handballspieler) (* 1990), dänischer Handballspieler
- Johan Peter Koch (1870–1928), dänischer Offizier, Kartograf und Grönlandforscher
- Johann Koch genannt Meister (um 1430–1487), Buchdrucker in Basel
- Johann Koch (Theologe) (1589–1640), deutscher evangelischer Archidiakon und Propst
- Johann Koch (Politiker, um 1600) (um 1600–1687), deutscher Kaufmann und Politiker, Bürgermeister von Brilon
- Johann von Koch (Architekt) (1850–1915), deutscher Architekt und Hochschullehrer
- Johann Koch (Politiker, 1873) (1873–1937), deutscher Politiker (Zentrum)
- Johann Baptist von Koch (1733–1780), österreichischer Feldmarschall-Leutnant, Gouverneur von Ostende
- Johann Baptist Koch (1833–1898), deutscher Glockengießer
- Johann Carl Koch (1806–1900), deutscher Maler, siehe Carl Koch (Maler, 1806)
- Johann Christian Koch (1680–1742), deutscher Medailleur
- Johann Christian von Koch (1754–1807), deutscher Jurist und Richter
- Johann Christoph Koch (Jurist) (1732–1808), deutscher Rechtswissenschaftler und Hochschullehrer
- Johann Christoph Koch von Gailenbach (1653/1654–1717), deutscher Patrizier und Kaufmann
- Johann Daniel Koch (1742–1829), deutscher Jurist und Hamburger Bürgermeister (1821–1829)
- Johann Franz Ludwig Koch (1791–1850), deutscher Jurist, Autor und Abgeordneter
- Johann Friedrich Wilhelm Koch (1759–1831), deutscher Naturforscher
- Johann Georg Koch (Maler) (1702–1764/1765), Schweizer Maler
- Johann Georg Koch (1952–2007), deutscher Jurist und Kriminalbeamter
- Johann Heinrich Koch (1706–1787), Schweizer Apotheker und Zeichner
- Johann Hermann Koch (1795–1862), deutscher Politiker
- Johann Jacob Koch († 1751), deutscher Bäcker und Politiker
- Johann Konrad Koch, deutscher Bildhauer
- Johann Ludwig Koch (1772–1853), deutscher Geistlicher, Politiker, Kirchenrechtler und Bibliothekar
- Johann Matthias Koch (1581–1633), deutscher Kaufmann, siehe Matthias Koch (Kaufmann)
- Johann Matthias Koch von Gailenbach (1646–1713), deutscher Patrizier und Jurist
- Johann Michael Koch (1677–1730), deutscher Heimatforscher und Erzähler
- Johann Moritz Friedrich Koch (1769–1856), deutscher Unternehmer (Braunkohle)
- Johann Rudolph Koch (1832–1889), Schweizer Lehrer, technischer Zeichner und Bibliothekar
- Johann Sebastian Koch (1689–1757), deutscher Sänger
- Johanna Koch (1866–1951), deutsche Malerin und Bildhauerin
- Johannes Koch (Lazarist) (1763–1843), deutscher Lazarist und Hochschullehrer
- Johannes Koch (Politiker) (1779–1845), deutscher Verwaltungsbeamter und Politiker, MdL Württemberg
- Johannes Koch (Bildhauer) (1849–1907), deutscher Holzbildhauer
- Johannes Koch (Gutsbesitzer) (1849–1923), Gutsbesitzer, Abgeordneter des Provinziallandtages der Provinz Hessen-Nassau
- Johannes Koch (Offizier) (1862–1928), deutscher Generalleutnant
- Johannes Koch (Musiker) (1910–1973), deutscher Musiker
- Johannes Koch (Schlagzeuger), deutscher Schlagzeuger
- Johannes Koch von Gailenbach (1614–1693), deutscher Patrizier und Kirchenpfleger
- Johannes Koch-Mehrin (1899–1968), deutscher Pfarrer
- Johannes H. E. Koch (1918–2013), deutscher Kirchenmusiker
- Johannes Hugo Koch (1920–2008), deutscher Heimatforscher und Museumsleiter
- Johannes L. M. Koch (* 1959), deutscher Bildhauer
- Johann Jacob Koch († 1751), stellvertretender Berliner Bürgermeister
- Johann Jakob Koch (* 1740) (1740–1805), deutscher Bürgermeister und Obervogt
- John Koch (Anglist) (1850–1934), deutscher Literaturwissenschaftler
- John Koch (Maler) (1909–1978), US-amerikanischer Maler
- John Koch (Sportfunktionär) († 1994), US-amerikanischer Volleyballspieler und -funktionär
- John C. Koch (1841–1907), US-amerikanischer Politiker
- John Ralph Koch (1898–1989), US-amerikanischer Chemiker
- John T. Koch, US-amerikanischer Keltologe
- Jonas Koch (* 1993), deutscher Radrennfahrer
- Jonathan Koch (* 1985), deutscher Ruderer
- Jörg Koch (* 1968), deutscher Historiker
- Jörg-Dieter Koch (* 1950), deutscher Maler
- Josef Koch (Architekt) (1780–1814), österreichischer Baumeister
- Josef Koch (Politiker, I) (1881–1963), deutscher Politiker, MdL Hohenzollernschen Lande
- Josef Koch (Politiker, 1881) (1881–1963), deutscher Politiker (CDU), Oberbürgermeister von Düren
- Josef Koch (Philosophiehistoriker) (1885–1967), deutscher Theologe und Philosophiehistoriker
- Josef Koch (Maler, 1886) (1886–1966), deutscher Maler
- Josef Koch (Maler, 1894) (1894–1965), deutscher Maler
- Josef Koch (Mediziner, 1895) (1895–1983), deutscher Arzt
- Josef Koch (Theologe) (1915–1986), österreichischer Theologe und Verbandsfunktionär
- Josef Koch (Mediziner, 1933) (1933–2021), deutscher Mediziner und Zahnmediziner
- Josef Koch (Fußballspieler) (* 1969), österreichischer Fußballspieler
- Josef Koch von Langentreu (1833–1905), österreichischer Komponist
- Josef Koch-Langentreu (1895–nach 1954), österreichischer Zahnarzt, Hochschullehrer und Verbandsfunktionär
- Josef Friedrich Koch (1838–1929), österreichischer Theologe und Superintendent
- Joseph Koch (Maler) (1819–1872), deutscher Maler
- Joseph Koch (Architekt) (1873–1934), deutscher Architekt, tätig u. a. in München und Regensburg
- Joseph von Jorkasch-Koch (1835–1909), österreichischer Feldmarschallleutnant
- Joseph Anton Koch (1768–1839), österreichischer Maler
- Joseph Ernst von Koch-Sternfeld (1778–1866), österreichisch-deutscher Beamter, Geograph, Historiker und Schriftsteller
- Joseph F. Schmucker-von Koch (* 1951), deutscher Philosoph und Hochschullehrer
- Josephine Koch (1815–1899), deutsche Ordensschwester und Ordensgründerin
- Jula Koch (1928–1990), österreichischer Musiker
- Julia Koch (* 1980), österreichische Schauspielerin
- Julia Flesher Koch (* 1962), US-amerikanische Milliardärin, Witwe von David H. Koch
- Julia Koch-Suwelack (1921–2020), deutsche Grafikerin und Illustratorin
- Julian Koch (* 1990), deutscher Fußballspieler
- Juliane Caroline Koch (1758–1783), deutsche Opernsängerin (Sopran)
- Julie Koch-Bossenberger (1848–1895), deutsche Opernsängerin und Theaterschauspielerin
- Julius Koch (Unternehmer) (1816–1895), deutscher Frucht- und Getreidehändler
- Julius Koch (Architekt) (1843–1921), österreichischer Architekt
- Julius Koch (Politiker, 1865) (1865–1936), deutscher Theologe und Politiker (DNVP), MdL Preußen
- Julius Koch (Philologe) (1866–1935), deutscher Klassischer Philologe
- Julius Koch (Politiker, 1867) (1867–1934), deutscher Gewerkschafter und Politiker (SPD), MdL Preußen
- Julius Koch (Schriftsteller) (1870–1948), deutscher Kaufmann und Schriftsteller
- Julius Koch (Polizeipräsident) (1881–1951), deutscher Polizeibeamter
- Julius Koch (Künstler) (1882–1952), deutscher Maler und Grafiker
- Julius Koch (Önologe) (1912–1991), deutscher Önologe und Lebensmittelchemiker
- Julius Arnold Koch (1864–1956), deutsch-amerikanischer Chemiker
- Julius August Koch (1752–1817), deutscher Arzt und Astronom
- Julius Christian Koch (eigentlich Julius Christian Kellner; 1792–1860), deutscher Schauspieler
- Julius Ludwig August Koch (1841–1908), deutscher Psychiater
- Jürgen Koch (Fußballspieler) (1942–2019), deutscher Fußballspieler
- Jürgen Koch (Koch) (* 1963), deutscher Koch
- Jürgen Koch (Badminton) (* 1973), österreichischer Badmintonspieler
- Jürgen Koch (Moderator), deutscher Fernsehmoderator
- Jurij Koch (* 1936), sorbischer Schriftsteller
- Justus Koch (1891–1962), deutscher Rechtsanwalt und Notar
- Jutta Koch-Unterseher (* 1961), deutsche Politikerin (SPD), MdA

### K
- Kai Koch (* 1986), deutscher Musikpädagoge und Hochschullehrer
- Kalju Koch (* 1941), estnischer Radrennfahrer
- Karin Koch, Schweizer Filmproduzentin
- Karl Koch (Politiker, 1771) (1771–1844), Schweizer Politiker, Berner Regierungsrat
- Karl Koch (Fotograf) (1875–1924), deutscher Fotograf und Verleger
- Karl Koch (Botaniker) (1875–1964), deutscher Lehrer, Botaniker und Naturschützer
- Karl Koch (Theologe) (1876–1951), deutscher Theologe und Politiker (DNVP), MdR
- Karl Koch (1879–1969), deutscher Politiker (CDU), MdL Mecklenburg, siehe Carl Koch (Politiker, 1879)
- Karl Koch (Komponist) (1887–1971), österreichischer Komponist, Chorleiter und Musikdozent
- Karl Koch (Bildhauer) (1897–1981), deutscher Holzbildhauer
- Karl Koch (Manager) (1898–1977), deutsches Verkehrsmanager
- Karl Koch (Widerstandskämpfer) (1902–??), deutscher Widerstandskämpfer
- Karl Koch (Radsportler) (1910–1944), deutscher Radsportler
- Karl Koch (Architekt) (1912–1985), deutscher Architekt und Maler
- Karl Koch (Hacker) (1965–1989), deutscher Hacker
- Karl-Erich Koch (1910–2000), deutscher Maler und Grafiker
- Karl Friedrich Koch (Politiker) (1802–1865), deutscher Pfarrer und Politiker, MdL Nassau
- Karl Friedrich Koch (1813–1872), deutscher Lehrer, Grammatiker und Philologe, siehe Friedrich Koch (Philologe)
- Karl Friedrich Wilhelm Koch (1830–1889), deutscher Lehrer und Politiker (DFP), MdR
- Karl Heinrich Koch (1809–1879), deutscher Botaniker
- Karl-Heinz Koch (1924–2007), deutscher Jurist und Politiker (CDU)
- Karl-Heinz Koch (Chemiker) (auch Karl Heinz Koch; 1929–2007), deutscher Chemiker
- Karl-Heinz Koch (Sänger) (auch Karlheinz Koch; * 1936), deutscher Sänger (Tenor)
- Karl-Josef Koch (1897–1958), deutscher Politiker (Zentrum)
- Karl-Josef Koch (Wirtschaftswissenschaftler) (* 1953), deutscher Wirtschaftswissenschaftler und Hochschullehrer
- Karl O. Koch (Karlheinrich Otto Koch; 1911–1982), deutscher Musikmanager, Produzent und Opernregisseur
- Karl Otto Koch (1897–1945), deutscher SS-Standartenführer
- Karl Richard von Koch (1852–1924), deutscher Physiker
- Karl-Rudolf Koch (* 1935), deutscher Geodät
- Karl Georg Koch (1785–1847), deutscher Landrat und Landtagskommissar
- Károly Koch (1885–1932), ungarischer Ruderer
- Kaspar Koch (1742–1805), Schweizer Priester
- Katharina Koch (Lyrikerin) (auch Catharina Koch; 1811–1892), deutsche Lyrikerin
- Katharina Koch (Widerstandskämpferin) (geb. Katharina Bieg; 1911–1982), deutsche Widerstandskämpferin
- Katharina Koch (Grasskiläuferin), deutsche Grasskiläuferin
- Kathrin Koch, deutsche Sängerin (Mezzosopran, Alt)
- Katrine Koch Jacobsen (* 1999), dänische Hammerwerferin
- Katja Koch (Pädagogin) (* 1970), deutsche Professorin an der Universität Rostock
- Katja Koch (Schulpädagogin) (* 1970), deutsche Professorin an der TU Braunschweig
- Katja Koch (Juristin) (* 1974), deutsche Juristin und Richterin
- Kenneth Koch (1925–2002), US-amerikanischer Dichter und Theaterautor
- Klaudia Thalhammer-Koch (* 1958), österreichische Eiskunstläuferin, Frauenrechtsaktivistin, Fachautorin und Unternehmerin
- Klaudia Zotzmann-Koch (* 1978), deutsche Schriftstellerin
- Klaus Koch (Biologe) (1925–1995), deutscher Käferforscher
- Klaus Koch (Theologe) (1926–2019), deutscher evangelischer Theologe
- Klaus Koch (Musiker) (1936–2000), deutscher Jazzmusiker
- Klaus Koch (Journalist) (* 1963), deutscher Medizinjournalist
- Klaus D. Koch (* 1948), deutscher Chirurg und Aphoristiker
- Klaus-Peter Koch (* 1939), deutscher Musikwissenschaftler
- Knut Koch (* 1941), deutscher Autor und Schauspieler
- Konrad Koch, eigentlicher Name von Konrad Wimpina (um 1460–1531), deutscher Humanist und Theologe
- Konrad Koch (1846–1911), deutscher Pädagoge, führte das Fußballspiel in Deutschland ein
- Konrad Albert Koch (1869–1945), deutscher Maler und Burgenforscher
- Konrad Koch (Orgelbauer) (1934–1994), deutscher Orgelbauer
- Krischan Koch (* 1953), deutscher Autor und Journalist
- Kristine Koch (* 2002), deutsche Schwimmerin der Special Olympics
- Kurt Koch (Fußballtrainer) (1919–2000), deutscher Fußballtrainer
- Kurt Koch (Bildhauer) (1943–2022), deutscher Bildhauer
- Kurt Koch (Kardinal) (* 1950), Schweizer römisch-katholischer Theologe und Kurienkardinal
- Kurt E. Koch (1913–1987), deutscher evangelischer Theologe und Publizist

### L
- Lambert T. Koch (* 1965), deutscher Wirtschaftswissenschaftler
- Lara Koch (* 1974), deutsche Boulespielerin
- Lars Koch (* 1973), deutscher Medienwissenschaftler
- Lars-Christian Koch (* 1959), deutscher Musikethnologe und Hochschullehrer
- Lauge Koch (1892–1964), dänischer Geologe, Polarforscher und Hochschullehrer
- Laura Vargas Koch (* 1990), deutsche Judoka
- Laurentius Koch (1936–2003), deutscher Ordensgeistlicher und Archivar
- Leo Koch (1903–nach 1943), deutscher Mineraloge und Hochschullehrer
- Leonard Koch (* 1995), deutscher Fußballspieler
- Leonie Koch (* 1985), deutsche Fernseh- und Radiomoderatorin
- Leopold Koch (auch Leopold Koch-Plaue; 1857–1933?), deutscher Bildhauer
- Les Koch (* 1958), deutsch-kanadischer Eishockeyspieler
- Lloyd Koch (1931–2013), simbabwischer Hockey- und Cricketspieler
- Lorenz Koch (1661–1729), deutscher Maler
- Lothar Koch (Pädagoge) (1860–1915), deutscher Pädagoge
- Lothar Koch (Oboist) (1935–2003), deutscher Oboist
- Lothar Koch (Politiker, 1939) (1939–2023), deutscher Politiker (CDU)
- Lothar Koch (Politiker, 1943) (* 1943), deutscher Landrat (SPD)
- Lothar Koch (Autor), deutscher Autor
- Lotte Koch (1913–2013), deutsch-belgische Schauspielerin
- Louis Koch (Fotograf) (1843–1900), deutscher Fotograf
- Louis Koch (Bobfahrer) (1903–?), Schweizer Bobfahrer
- Lucien Koch (* 1996), Schweizer Snowboarder
- Ludwig Koch (Oberamtmann) (1766–1821), württembergischer Oberamtmann
- Ludwig Koch (Mediziner) (1806–1888), deutscher Mediziner
- Ludwig von Koch (1847–1913), österreichischer Generalmajor
- Ludwig Koch (Postmeister) (1849–1919), österreichischer Postmeister, Hotelier und Politiker
- Ludwig Koch (Maler) (1866–1934), österreichischer Maler
- Ludwig Koch (Jesuit) (1878–1936), deutscher Jesuit und Historiker
- Ludwig Koch (Hotelier) (1880–1939), österreichischer Hotelier und Politiker
- Ludwig Koch (Musiker) (1881–1974), deutscher Musiker und Tierstimmensammler
- Ludwig Koch (Politiker) (1890–1939), österreichischer Politiker, Oberösterreichischer Landtagsabgeordneter
- Ludwig Koch (Ingenieur) (1901–??), deutscher Ingenieur, Erfinder der Koch-Methode zum Erlernen von Morsezeichen (1935), SA-Mann (1932)
- Ludwig Koch (Fußballtrainer) (1908–nach 1941), deutscher Fußballtrainer
- Ludwig Koch (Widerstandskämpfer) (1909–2002), deutscher Widerstandskämpfer
- Ludwig Koch (Jurist) (1934–2019), deutscher Rechtsanwalt
- Ludwig Koch, österreichischer Bäcker, Vater von Natascha Kampusch
- Ludwig Koch-Hanau (1882–1963), deutscher Maler und Illustrator
- Ludwig Carl Christian Koch (1825–1908), deutscher Entomologe und Arachnologe
- Ludwig Christian Koch (Künstler) (1717–1792), deutscher Münzmeister, Medailleur und Stempelschneider
- Ludwig Christian von Koch (1778–1855), deutscher Gerichtspräsident und Reichsrat
- Ludwig Karl Koch (1881–1974), deutscher Ornithologe
- Ludwig Konrad Albert Koch (1850–1938), deutscher Botaniker und Pharmakologe
- Luis Liun Koch (* 1998), deutscher Theaterregisseur
- Luise Koch (1860–1934), deutsche Politikerin (DDP) und Frauenrechtlerin
- Luise Koch (1875–1966), deutsche Lyrikerin und Dramatikerin, siehe Maidy Koch
- Lukas Koch (* 1980), deutscher Fernsehmoderator
- Lutz Koch (Politiker) (1938–2009), deutscher Politiker (SPD)
- Lutz Koch (Paläontologe) (* 1941), deutscher Paläontologe
- Lutz Koch (Pädagoge) (* 1942), deutscher Pädagoge und Hochschullehrer

### M
- Maidy Koch (eigentlich Luise Koch; 1875–1966), deutsche Lyrikerin, Dramatikerin und Schriftstellerin
- Manfred Koch (Entomologe) (1901–1972), deutscher Insektenkundler
- Manfred Koch (Schriftsteller) (* 1950), österreichischer Schriftsteller
- Manfred Koch (Germanist) (* 1955), deutscher Germanist, Publizist, Essayist und Literaturkritiker
- Manfred Koch (Musiker) (* 1976), österreichischer Musiker und Musikveranstalter
- Manfred Peter Koch (* 1941), deutscher Autor und Arzt
- Manfred Koch-Hillebrecht (1928–2020), deutscher Psychologe
- Manu Koch (* 1972), Schweizer Jazzpianist
- Marc Koch (Leichtathlet) (* 1994), deutscher Leichtathlet
- Marcell Mikuláss-Koch (* 2002), österreichisch-ungarischer Volleyballspieler
- Marco Koch (* 1990), deutscher Schwimmer
- Marcus Koch (Botaniker) (* 1967), deutscher Botaniker und Hochschullehrer
- Marcus Koch (Spezialeffektkünstler) (* 1977), US-amerikanischer Spezialeffektkünstler und Regisseur
- Marcus Koch (Musiker) (* 1979), deutscher Musiker, Komponist und Produzent
- Margarete Koch († 1537), osthessische Wanderpredigerin des Täufertums
- Margrethe Koch (1869–1951), dänische Krankenschwester, Pflegepionierin und Präsidentin dänischer Krankenpflegeverband
- Maria von Koch († nach 1956), deutsche Ärztin und Parteifunktionärin (NSDAP)
- Maria Christine Koch (1715–1741), deutsche Dichterin
- Marianne Koch (Dekanin) (1930–2020), deutsche Pädagogin und Theologin
- Marianne Koch (* 1931), deutsche Schauspielerin und Ärztin
- Marianne Fischer-Koch (* 1928), Schweizer Malerin und Zeichnerin
- Marion Koch (* 1958), deutsche Dressurreiterin
- Marita Koch (* 1957), deutsche Leichtathletin
- Mariza Koch (* 1944), griechische Folksängerin
- Markus Koch (Komponist) (1879–1948), deutscher Komponist
- Markus Koch (Footballspieler) (* 1963), deutscher American-Football-Spieler
- Markus Koch (Journalist) (* 1971), deutscher Fernsehjournalist und Sachbuchautor
- Markus Koch (Bildhauer) (* 1976), deutscher Bildhauer und Objektkünstler
- Markus Koch (Eishockeyspieler) (* 1985), deutscher Eishockeyspieler
- Markus Koch (Leichtathlet) (* 1993), deutscher Hammerwerfer
- Markus Christoph Koch von Gailenbach (1699–1768), deutscher Schlossherr und Stadtpfleger
- Martin Koch (Schriftsteller) (1882–1940), schwedischer Schriftsteller
- Martin Koch (Radsportler) (1887–1961), deutscher Radrennfahrer
- Martin Koch (Skispringer) (* 1982), österreichischer Skispringer
- Martin Koch-Abegg (1846–1895), Schweizer Architekt
- Martin Wenzel Koch (1917–??), deutscher Kunstsammler
- Martina Koch (Pädagogin) (* 1958), deutsche Pädagogin
- Martina Koch, Geburtsname von Martina Hallmen (* 1959), deutsche Hockeyspielerin
- Martina Koch (Golfspielerin) (* 1965), deutsche Golfspielerin
- Máté Tamás Koch (* 1999), ungarischer Fechter
- Mathias Koch (* 1962), deutscher Weitspringer
- Matthias Koch (Kaufmann) (1581–1633), deutscher Kaufmann und Schlossbesitzer
- Matthias Koch (Historiker) (1798–1877), österreichischer Schriftsteller, Historiker und Bibliothekar
- Matthias Koch (Heimatdichter) (1860–1936), deutscher Heimatdichter und Mundartautor
- Matthias Koch (Verleger) (* 1943), deutscher Verleger
- Matthias Koch (Journalist, 1962) (1962–2025), deutscher Journalist
- Matthias Koch (Japanologe) (* 1964), deutscher Japanologe und Übersetzer
- Matthias Koch (Leichtathlet) (* 1964), deutscher Langstreckenläufer
- Matthias Koch (Journalist, 1970) (* 1970), deutscher Sportjournalist
- Matthias Koch (Eishockeyspieler) (* 1978), deutscher Para-Eishockey-Spieler
- Matthias Koch (Sänger), deutscher Sänger (Alt)
- Matthias Koch (Bühnenbildner), deutscher Bühnen- und Kostümbildner
- Matthias Koch (Fußballspieler, 1982) (* 1982), deutscher Fußballspieler
- Matthias Koch (Fußballspieler, 1988) (* 1988), österreichischer Fußballspieler
- Matthias Koch (Schauspieler) (* 1988), Schweizer Schauspieler
- Matthias Koch von Gailenbach (1610–1680), deutscher Patrizier und Kaufmann
- Max Koch (Botaniker) (auch Maxwell Koch; 1854–1925), deutsch-australischer Kaufmann, Seemann, Farmer und Pflanzensammler
- Max Koch (Literaturhistoriker) (1855–1931), deutscher Germanist, Literaturhistoriker und Hochschullehrer
- Max Koch (Maler) (1859–1930), deutscher Maler und Fotograf
- Max Koch (Klarinettist) (1886–1959), deutscher Klarinettist, Komponist und Brauer
- Max Koch (Landrat) (1888–nach 1946), deutscher Landrat
- Max Koch (Politiker), deutscher Politiker (CDU), MdHB
- Max Koch (Schauspieler), US-amerikanischer Schauspieler und Drehbuchautor
- Max Koch (Segler), deutscher Segler
- Max Koch (Musiker) (* um 1991), deutscher Jazzmusiker
- Max Philip Koch (* 1988), deutscher Schauspieler
- Maximilian Koch von Berneck (1827–1916), deutscher Schriftsteller
- Meinolf Koch (* 1957), deutscher Fußballspieler
- Michael Koch (Maler) (1853–1927), deutscher Maler
- Michael Koch (Politiker, 1877) (1877–1941), österreichischer Politiker (CS)
- Michael Koch (Städtebauer) (* 1950), deutscher Architekt und Stadtplaner
- Michael Koch (Gitarrist) (* 1951), deutscher Gitarrist
- Michael Koch (Fußballspieler, 1953) (* 1953), deutscher Fußballspieler
- Michael Koch (Diplomat) (* 1955), deutscher Diplomat
- Michael Koch (Ingenieur) (1955–2017), deutscher Ingenieurwissenschaftler
- Michael Koch (Biologe) (* 1959), deutscher Neurobiologe, Tierphysiologe und Hochschullehrer
- Michael Koch (Basketballspieler) (* 1966), deutscher Basketballspieler und -trainer
- Michael Koch (Informatiker) (* 1968), deutscher Informatiker und Hochschullehrer
- Michael Koch (Fußballspieler, 1969) (* 1969), deutscher Fußballspieler
- Michael Koch (Fotokünstler) (* 1973), deutscher Fotokünstler
- Michael Koch (Politiker, 1973) (* 1973), deutscher Politiker (CDU), Landrat von Hersfeld-Rotenburg
- Michael Koch (Politiker, 1980) (* 1980), deutscher Politiker (CDU), MdL Brandenburg
- Michael Koch (Regisseur) (* 1982), Schweizer Regisseur und Autor
- Michael-Che Koch (* 1973), deutscher Schauspieler, Synchronsprecher, Sprecher und Moderator
- Michel Koch (* 1991), deutscher Radrennfahrer
- Miriam Koch (* 1980), deutsche Schriftstellerin und Illustratorin
- Monika Koch (Schauspielerin) (1937–1997), Schweizer Schauspielerin
- Monika Koch-Emsermann (* 1944), deutsche Fußballspielerin, Trainerin und Herausgeberin
- Monika Koch-Müller, deutsche Geowissenschaftlerin und Hochschullehrerin
- Moritz Koch (1970–2015), deutscher Mediziner

### N
- Nándor Koch (1885–1961), ungarischer Fußballspieler
- Nanna Koch (* 1963), deutsche Violinistin, Komponistin und Musikwissenschaftlerin
- Nate Koch (* 1986), US-amerikanischer Bahnradsportler
- Nicole Koch (* 1972), deutsche Fußballspielerin
- Nik Kevin Koch (* 1981), deutscher Tenor
- Nikolaus Koch (Politiker, I), deutscher Jurist und Politiker, MdL Großherzogtum Frankfurt
- Nikolaus Koch (Politiker, II), deutscher Politiker, MdL Württemberg
- Nikolaus von Koch (1807–1866), deutscher Politiker, Regierungspräsident von Oberfranken
- Nikolaus Koch (Verleger, 1847) (1847–1918), deutscher Verleger und Publizist
- Nikolaus Koch (Verleger, 1908) (1908–1982), deutscher Verleger
- Nikolaus Koch (Philosoph) (1912–1991), deutscher Philosoph und Publizist
- Nikolaus Koch (General) (* 1948), österreichischer General
- Nina Koch (* 1961), deutsche Bildhauerin
- Norbert Koch (Radsportler) (1932–2010), niederländischer Radsportler und Schrittmacher
- Norbert Koch (Architekt) (1939–2021), deutscher Architekt
- Norbert Koch (Politiker) (* 1944), deutscher Politiker (DSU)
- Norbert Koch (Biologe) (* 1950), deutscher Immunbiologe und Hochschullehrer
- Norbert Koch (Physiker) (* 1971), österreichischer Physiker und Hochschullehrer
- Norma Koch (1898–1979), US-amerikanische Kostümbildnerin

### O
- Ödön Koch (1906–1977), Schweizer Bildhauer
- Olaf Koch (Dirigent) (1932–2001), deutscher Dirigent
- Olaf Koch (Manager) (* 1970), deutscher Wirtschaftsmanager
- Oliver Koch (Fußballspieler) (* 1963), deutscher Fußballspieler
- Oliver Koch (Rennfahrer) (* 1966), deutscher Motorradrennfahrer
- Oliver Koch (Pharmakologe) (* 1977), deutscher Pharmakologe und Hochschullehrer
- Oliver Koch (Leichtathlet), deutscher Leichtathlet
- Oskar Koch (Architekt) (1886–1914), deutscher Architekt und Maler
- Oskar Wilhelm Koch (1907–nach 1976), deutscher Politiker (NSDAP)
- Osvaldo Koch Krefft (1896–1963), chilenischer Politiker
- Otto Koch (1810–1876), deutscher Jurist und Politiker, Bürgermeister von Leipzig, siehe Carl Wilhelm Otto Koch
- Otto Koch (General) (1864–1936), deutscher Generalmajor
- Otto Koch (Politiker, 1866) (1866–1934), deutscher Politiker (DDP), MdL Sachsen
- Otto Koch (Politiker, 1879) (1879–??), deutscher Politiker (Zentrum), MdL Preußen
- Otto Koch (Pädagoge) (1886–1972), deutscher Pädagoge
- Otto Koch (Politiker, 1902) (1902–1948), deutscher Politiker (NSDAP), Oberbürgermeister von Weimar
- Otto Koch (Otto Erich Alfred Koch; 1919–2018), deutsch-kanadischer Autor und Sozialwissenschaftler, siehe Eric Koch
- Otto Koch (Manager) (1923–2011), deutscher Manager
- Otto Koch (Koch) (* 1949), deutscher Koch
- Otto Albert Koch (1866–1921), deutscher Maler
- Otto Gustav Koch (1849–1919), deutscher Pastor und Schachhistoriker

### P
- Patrick Koch (* 1976), deutscher Politiker (SPD)
- Paul Koch (Architekt) (1842–1919), deutscher Architekt
- Paul Koch (Bildhauer) (1845–1886), deutscher Bildhauer und Kunstgewerbler
- Paul Koch (Anwalt) (1879–1959), deutscher Staatsanwalt
- Paul Koch (Unternehmer, 1883) (1883–1953), deutscher Lithograph und Unternehmer
- Paul Koch (Tiermediziner) (1883–1960), deutscher Veterinärmediziner und Hochschullehrer
- Paul Koch (Unternehmer, 1887) (1887–nach 1957), deutscher Unternehmer
- Paul Koch (Radsportler) (1897–1966), deutscher Radrennfahrer
- Paul Koch (Widerstandskämpfer) (1898–1975), deutscher Gewerkschafter und Widerstandskämpfer
- Paul Koch (Kalligraf) (1906–1945), deutscher Grafiker und Kalligraf
- Paul Koch (Maler) (1920–2010), deutscher Maler und Ingenieur
- Paul Koch (Eishockeyspieler) (* 1971), US-amerikanischer Eishockeyspieler
- Paul Koch-Honnef (1865–1943), deutscher Maler
- Paul-August Koch (1905–1998), deutscher Textiltechniker und Hochschullehrer
- Paul Richard Koch (auch Paul Richard Koch-Utendorf; 1891–nach 1958), deutscher Schriftsteller
- Payton Koch (* 1996), US-amerikanischer Editor
- Peter Koch (Maler, 1874) (1874–1956), deutscher Maler
- Peter Koch (Verleger) (1877–1956), deutscher Zeitungsverleger
- Peter Koch (Forstwissenschaftler) (1920–1998), US-amerikanischer Forstwissenschaftler
- Peter Koch (Musikpädagoge) (1925–2012), deutscher Musikpädagoge und Komponist
- Peter Koch (MfS-Mitarbeiter) (1929–1990), deutscher Generalmajor des Ministeriums für Staatssicherheit
- Peter Koch (Ingenieur) (1931–2011), deutscher Eisenbahningenieur und Bundesbahn-Präsident
- Peter Koch (Jurist) (1935–2015), deutscher Wirtschaftswissenschaftler und Jurist
- Peter Koch (Journalist) (1938–1989), deutscher Journalist
- Peter Koch (1940) (* 1940), deutscher Metallurge, Geschäftsführer der Nickelhütte Aue
- Peter Koch (Fußballspieler) (* 1950), deutscher Fußballspieler
- Peter Koch (Romanist) (1951–2014), deutscher Romanist
- Peter Koch (Radsportler, 1957) (* 1957), deutscher Radrennfahrer
- Peter Koch (Radsportler, Dänemark) (* ?), dänischer Radrennfahrer
- Peter Koch (Maler, 1958) (* 1958), deutscher Maler
- Peter Koch (Maler, 1960) (* 1960), deutscher Maler und Musiker
- Peter Koch (Schauspieler) (* 1962), US-amerikanischer Schauspieler
- Peter-Ferdinand Koch (1943–2012), deutscher Journalist
- Peter K. Koch (* 1967), deutscher Künstler und Hochschullehrer
- Peter Marcus Koch (1813–1860), Bankier und Politiker der Freien Stadt Frankfurt
- Peter Paul Koch (1879–1945), deutscher Physiker
- Peter Rutledge Koch (* 1943), US-amerikanischer Buchdrucker und Typograf
- Peter William Koch, bekannt als Peter William (1930–2018), deutscher Wrestler und Ringkommentator
- Philip Koch (* 1982), deutscher Filmregisseur, Produzent und Drehbuchautor
- Philipp Koch (Bildhauer) (um 1470–1536), deutscher Bildhauer; Hauptvertreter der Freiberger Schnitzerschule
- Philipp Koch (Politiker) († 1903), deutscher Politiker und kurhessischer Außenminister
- Philipp Jacob Koch (1747–1802), Lübecker Ratsherr und Ältermann der Schonenfahrer
- Philippe Koch (* 1991), Schweizer Fußballspieler
- Pia Koch (* 1991), deutsche Schauspielerin
- Pierre Koch (Hydrologe) (1895–1978), französischer Ingenieur und Hydrologe
- Pierre Koch (Chemiker) (* 1979), deutscher Chemiker
- Pietro Koch (1918–1945), italienischer Soldat und Folterknecht
- Primus Koch (Bonaventura Koch; 1752–1812), deutscher Augustiner-Chorherr und Meteorologe
- Pyke Koch (1901–1991), niederländischer Maler

### R
- Rainer Koch (Autor), deutscher Hörfunkautor
- Rainer Koch (Dirigent) (1933–2022), deutscher Dirigent
- Rainer Koch (Historiker) (* 1944), deutscher Historiker
- Rainer Koch (Verwaltungswissenschaftler), deutscher Verwaltungswissenschaftler
- Rainer Koch (Ingenieur) (* 1953), deutscher Maschinenbauingenieur
- Rainer Koch (Sportfunktionär) (* 1958), deutscher Jurist und Sportfunktionär
- Rainer Koch (Leichtathlet) (* 1980), deutscher Ultramarathonläufer
- Ralf Koch (1942–2021), deutscher Ingenieur, Gründer der F.D.P der DDR, Gesellschafter und Geschäftsführer
- Raphael Koch (* 1990), Schweizer Fußballspieler
- Reenald Koch (* 1959), deutscher Fußballspieler und -funktionär
- Reiner Koch (* 1969), deutscher Basketballspieler
- Reinhard Koch (Admiral) (1861–1939), deutscher Admiral
- Reinhard Koch (Politiker) (1920–2009), deutscher Volkswirt und Politiker (FDP/DPS)
- Reinhard Koch (Basketballspieler) (* 1960), österreichischer Basketballspieler und -funktionär
- Reinhold Koch-Zeuthen (1889–1949), deutscher Maler und Graphiker
- Renata Koch (* 1985), ungarische Triathletin
- Renate Koch (Politikerin) (* 1943), deutsche Politikerin (CDU)
- Renate Koch (Naturbahnrodlerin), österreichische Naturbahnrodlerin
- René Koch (* 1945), deutscher Visagist und Autor
- Richard Koch (Jurist) (Richard von Koch; 1834–1910), deutscher Jurist und Reichsbankpräsident
- Richard Koch (Admiral) (1863–1927), deutscher Konteradmiral
- Richard Koch (Architekt), deutscher Architekt
- Richard Koch (Mediziner) (1882–1949), deutscher Mediziner und Medizinhistoriker
- Richard Koch (Ingenieur) (1887–1972), deutscher Ingenieur und Fertigungsplaner
- Richard Koch (Schriftsteller) (1895–1970), deutscher Schriftsteller
- Richard Koch (Mikrobiologe) (1900–1967), deutscher Mikrobiologe
- Richard Koch (Politiker) (1916–1992), deutscher Landwirt und Politiker, Mitglied des Bayerischen Senats
- Richard Koch (Mathematiker) (* 1942), deutscher Mathematiker und Hochschullehrer
- Richard Koch (Unternehmer) (* 1950), US-amerikanischer Unternehmer und Autor
- Richard Koch (Musiker) (* 1979), österreichischer Jazztrompeter
- Richard E. Koch (1898–1983), Schweizer Geologe
- Rita Koch (* 1931), österreichische Dolmetscherin
- Robert Koch (1843–1910), deutscher Mediziner und Mikrobiologe
- Robert Koch (Beamter) (1890–1971), deutscher Justizbeamter
- Robert Koch (Theologe) (1905–1995), Schweizer Ordensgeistlicher und Theologe
- Robert Koch (Archäologe) (1936–2018), deutscher Archäologe
- Robert Koch (Jurist) (* 1965), deutscher Jurist, Rechtswissenschaftler und Hochschullehrer
- Robert Koch (Volleyballspieler) (* 1976), ungarischer Volleyballspieler
- Robert Koch (Fußballspieler) (* 1986), deutscher Fußballspieler
- Robert Koch-Hesse (1883–1970), deutscher Jurist und Wirtschaftswissenschaftler
- Robin Koch (* 1996), deutscher Fußballspieler
- Robot Koch (eigentlich Robert Koch; * 1977), deutscher Musikproduzent
- Roland Koch (* 1958), deutscher Politiker (CDU)
- Roland Koch (Fußballtrainer) (* 1952), deutscher Fußballtrainer
- Roland Koch (Schauspieler) (* 1959), Schweizer Schauspieler und Regisseur
- Roland Koch (Schriftsteller) (* 1959), deutscher Schriftsteller und Literaturwissenschaftler
- Rolf Koch (Basketballspieler) (* 1968), deutscher Basketballspieler
- Rolf Koch-Erpach (1915–2002), deutscher Brigadegeneral
- Rolf Albert Koch (1925–1983), deutscher Geologe
- Rolf-Dieter Koch (* 1933), deutscher Neurologe und Psychiater
- Roman Koch (* 1948), deutscher Paläontologe und Hochschullehrer
- Rosa Studer-Koch (1907–1991), Schweizer Bildhauerin
- Rosalie Koch (1811–1880), deutsche Erziehungsanstaltsleiterin und Schriftstellerin
- Rosie Koch (* 1970), deutsche Regisseurin, Drehbuchautorin und Filmproduzentin
- Rudolf Koch (Maler, 1834) (1834–1885), deutscher Maler und Grafiker
- Rudolf Koch (Pressezeichner) (1856–1921), deutscher Pressezeichner und Maler
- Rudolf Koch (Schriftkünstler) (1876–1934), deutscher Kalligraf, Typograf, Buchgewerbezeichner und Ziseleur
- Rudolf Koch (Architekt), deutscher Architekt und Baubeamter
- Rudolf Koch (Unternehmer) (1890–nach 1966), deutscher Transportunternehmer
- Rudolf Koch (Maler, 1902) (1902–1985), deutscher Maler
- Rudolf Koch (Mediziner) (1909–1963), deutscher Rechtsmediziner
- Rudolf Koch (Fußballspieler) (* 1950), deutscher Fußballspieler
- Rudolf Koch-Erpach (1886–1971), deutscher General der Kavallerie
- Rudolf Koch-Riehl (1900–1956), deutscher Schauspieler, Regisseur und Hörspielsprecher
- Rudolph von Koch (1847–1923), deutscher Bankier
- Rudolph Koch (Präparator) (1855–1927), deutscher Präparator, Insektensammler und Museumsleiter
- Ruth H. Witteler-Koch (1947–2019), deutsche Journalistin und Politikerin (FDP), MdL

### S
- Sabine Franek-Koch (* 1939), deutsche Künstlerin
- Sabrina Koch (* 1978), deutsche Fußballspielerin
- Sam Koch (* 1982), US-amerikanischer American-Football-Spieler
- Samuel Koch (* 1987), deutscher Schauspieler
- Sarah Sophie Koch (* 1984), deutsche Pädagogin, Psychologin und Fernsehdarstellerin
- Sascha Koch (* 1978), deutscher Fußballspieler und -trainer
- Sebastian Koch (* 1962), deutscher Schauspieler
- Sebastian von Koch (* 1975), deutscher Schauspieler, siehe Sebastian Rohrbach
- Sebastian Koch (Basketballspieler) (* 1988), österreichischer Basketballspieler
- Shari Koch (* 1993), deutsche Eiskunstläuferin
- Siegfried Koch (Physiker) (1929–1978), deutscher Physiker und Hochschullehrer
- Siegfried Koch (* 1936), deutscher Radrennfahrer
- Siegfried Gotthelf Koch (1754–1831), deutscher Theaterschauspieler
- Sigrid Trittmacher-Koch (1930–2014), deutsche Ballettmeisterin
- Silvana Koch-Mehrin (* 1970), deutsche Politikerin
- Simon Koch (15. Jahrhundert), deutscher Drucker in Magdeburg, genannt auch Mentzer (aus Weilburg bei Mainz stammend)
- Simona Koch (* 1968), deutsche Wasserspringerin
- Simone Koch (* 1969), deutsche Eiskunstläuferin
- Simone Koch (Medizinerin) (* 1979), deutsche Ärztin und Sachbuchautorin
- Sonja Koch (* 1976), Schweizer Juristin
- Sophie Koch (Sängerin) (* 1969), französische Opernsängerin (Mezzosopran)
- Sophie Koch (Politikerin) (* 1993), deutsche Politikerin (SPD), Mitglied des Sächsischen Landtags
- Sophie Koch (Kanutin) (* 1997), deutsche Kanutin
- Stefan Koch (Instrumentenbauer) (1772–1828), österreichischer Instrumentenbauer
- Stefan Koch (Fußballspieler) (* 1958), deutscher Fußballspieler
- Stefan Koch (Basketballtrainer) (* 1964), deutscher Basketballtrainer
- Stefan Koch (Snowboarder), Schweizer Snowboarder
- Stefan Koch (Wirtschaftsinformatiker) (* 1974), österreichischer Wirtschaftsinformatiker
- Stefan Koch (Leichtathlet) (* 1984), deutscher Leichtathlet
- Stefan August Koch (1856–1916), deutscher Architekt
- Stefanie Koch (* 1981), deutsche Skibergsteigerin
- Stephan W. Koch (1953–2022), deutscher Physiker
- Stephanie Koch (* 1955), deutsche Musiktheater-Regisseurin
- Susanna Koch (* 1987), österreichische Fußballspielerin
- Susanne Koch (Künstlerin) (* 1963), deutsche Künstlerin
- Susanne Koch (Pharmakologin) (* 1985), deutsche Hochschullehrerin für Molekulare Pharmakologie
- Susanne Fink-Koch (* 1957), deutsche Curlerin
- Susi Koch (* 1981), deutsche Sängerin und Songwriterin
- Sven Koch (Autor) (* 1969), deutscher Journalist und Schriftsteller
- Sven Koch (Nordischer Kombinierer) (* 1973), deutscher Nordischer Kombinierer
- Sven Koch (Politiker) (* 1986), deutscher Politiker (CDU)
- Sven-Ingo Koch (* 1974), deutscher Komponist

### T
- Tanit Koch (* 1977), deutsche Journalistin
- Tankred Koch (1908–nach 1987), österreichischer Veterinärmediziner und Hochschullehrer
- Thea Koch-Giebel (1929–2018), deutsche Malerin
- Theo Koch (Maler) (* 1966), deutscher Maler
- Theodor Koch (Maler) (1844–1931), deutsch-niederländischer Maler
- Theodor Koch (1905–1976), deutscher Ingenieur, Waffenproduzent und Unternehmer
- Theodor Koch-Grünberg (1872–1924), deutscher Völkerkundler
- Theodor Fritz Koch (1875–1949), deutscher Maler
- Theresia Koch (* 1959), deutsche Richterin am Bayerischen Verwaltungsgerichtshof und am Bayerischen Verfassungsgerichtshof
- Thilo Koch (1920–2006), deutscher Journalist
- Thomas Koch (Unternehmer) (* 1952), deutscher Unternehmer, Blogger und Autor
- Thomas Koch (Eishockeyspieler, 1957) (* 1957), deutscher Eishockeytorhüter
- Thomas Koch (Drehbuchautor) (* 1958), deutscher Autor, Journalist und Hörfunkmoderator
- Thomas Koch (Leichtathlet, 1959) (* 1959), deutscher Lang- und Ultralangstreckenläufer
- Thomas Koch (Maler) (* 1959), deutscher Maler
- Thomas Koch (Jurist) (* 1961), deutscher Jurist und Richter
- Thomas Koch (Handballspieler), deutscher Handballspieler und -trainer
- Thomas Koch (Schauspieler, 1966) (* 1966), deutscher Schauspieler und Regisseur
- Thomas Koch (DJ) (* 1969), deutscher DJ, Produzent und Verleger
- Thomas Koch (Schauspieler, 1971) (* 1971), deutscher Schauspieler
- Thomas Koch (Schachspieler) (* 1972), deutscher Schachspieler
- Thomas Koch (Eishockeyspieler, 1983) (* 1983), österreichischer Eishockeyspieler
- Thomas Koch (Leichtathlet, 1983) (* 1983), deutscher Mittelstrecken- und Staffelläufer
- Thomas Koch (Schauspieler, 1984) (* 1984), deutscher Schauspieler
- Thomaz Koch (* 1945), brasilianischer Tennisspieler
- Tilo Koch (* 1971), deutscher Volleyballspieler
- Tim Koch (* 1989), deutscher Basketballspieler
- Timm Koch (* 1968), deutscher Schriftsteller, Filmemacher und Fotograf
- Tobias Koch (Pianist) (* 1968), deutscher Pianist
- Tobias Koch (Komponist), Schweizer Komponist, Sounddesigner und Musiker
- Tobias Koch (Künstler) (* 1969), deutscher Künstler
- Tobias Koch (Politiker) (* 1973), deutscher Politiker (CDU)
- Tobias Koch (Fußballspieler) (* 2001), österreichischer Fußballspieler
- Tölke Koch-Tölken (1926–2013), deutscher Unternehmer
- Tom Koch (Autor) (1925–2015), US-amerikanischer Autor
- Tom Koch (Rennfahrer) (* 1998), deutscher Motocrossfahrer
- Tonia Koch, deutsche Hörfunkjournalistin
- Torsten Koch (Boxer) (* 1960), deutscher Boxer
- Torsten Koch (Politiker) (* 1963), deutscher Politiker
- Traugott Koch (1937–2015), deutscher evangelischer Theologe

### U
- Ulla Koch (* 1955), deutsche Turntrainerin
- Ulrich Koch (Theologe) (1525–1585), Schweizer Theologe
- Ulrich Koch (Musiker) (1921–1996), deutscher Bratschist und Hochschullehrer
- Ulrich Koch (Mediziner) (1941–2021), deutscher HNO-Arzt
- Ulrich Koch (Jurist) (* 1959), deutscher Jurist und Richter
- Ulrich Koch (Lyriker) (* 1966), deutscher Schriftsteller
- Ulrike Koch (1950–2024), deutsche Sinologin und Filmemacherin
- Ulrike Koch-Brinkmann (* 1964), deutsche Klassische Archäologin
- Ursula Koch (Archäologin) (* 1938), deutsche Archäologin
- Ursula Koch (Politikerin) (* 1941), Schweizer Politikerin (SP)
- Ursula Koch (Autorin) (* 1944), deutsche Schriftstellerin
- Ursula Koch (Bildhauerin) (* 1963), deutsche Bildhauerin
- Ursula E. Koch (* 1934), deutsche Kommunikationswissenschaftlerin und Hochschullehrerin
- Uwe Koch (Schriftsteller) (* 1954), deutscher Jurist und Schriftsteller
- Uwe Koch (Denkmalpfleger) (* 1958), deutscher Denkmalpfleger
- Uwe Koch (Leichtathlet) (* 1961), deutscher Marathonläufer
- Uwe Koch (Musiker) (* 1964), deutscher Musiker und Moderator
- Uwe Koch-Gromus (* 1943), deutscher Psychologe und Hochschullehrer
- Uwe-Karsten Koch (1941–2021), deutscher Schauspieler und Regisseur

### V
- Valentin Koch (1869–1936), deutscher Ingenieur
- Valentin Koch (Architekt) (1877–1935), Schweizer Architekt
- Valerie Koch (* 1974), deutsche Schauspielerin
- Verena Koch (* 1961), deutsche Schauspielerin
- Veronika Koch (Tennisspielerin), deutsche Tennisspielerin
- Veronika Koch (* 1972), deutsche Politikerin (CDU), siehe Veronika Bode
- Veronika Koch (Kunstradsportlerin) (* 1996), deutsche Kunstradsportlerin
- Victor Koch (1843–1886), deutscher Architekt
- Viktor Koch (1895–1942), deutscher Generalleutnant
- Vincent Koch (* 1990), südafrikanischer Rugby-Union-Spieler
- Vinzenz Koch (1834–1881), deutscher Geistlicher und Politiker

### W
- Waldemar Koch (Politiker) (1880–1963), deutscher Wirtschaftsingenieur, Hochschullehrer und Politiker (DDP, LDPD, FDP)
- Waldemar Koch (Kaufmann) (1891–1981), deutscher Kaufmann und Mäzen
- Walo Koch (1896–1956), Schweizer Botaniker
- Walter Koch (Pädagoge) (1870–1936), deutscher Reformpädagoge
- Walter Koch (Politiker) (1870–1947), deutscher Diplomat und Politiker (DVP)
- Walter Koch (Maler, 1875) (auch Walther Koch; 1875–1915), deutsch-schweizerischer Plakatkünstler und Maler
- Walter Koch (Mediziner) (1880–1962), deutscher Pathologe
- Walter Koch (Jurist) (1894–1965), deutscher Jurist im Kirchendienst
- Walter Koch (Tiermediziner) (1902–1973), deutscher Tiermediziner und Tierzuchtwissenschaftler
- Walter Koch (Maler, 1905) (1905–1944), deutscher Maler
- Walter Koch (Chemiker) (1909–1995), deutscher Chemiker
- Walter Koch (Fallschirmjäger) (1910–1943), deutscher Fallschirmjäger
- Walter Koch (Bildhauer) (1910–1979), deutscher Bildhauer
- Walter Koch (Kaufmann) (1911–1998), deutscher Unternehmer
- Walter Koch (Maler, 1918) (1918–1987), deutscher Maler und Grafiker
- Walter Koch (Schauspieler) (1934–2023), deutscher Schauspieler
- Walter Koch (Marathonläufer) (* 1939), deutscher Marathonläufer
- Walter Koch (Historiker) (1942–2019), österreichischer Historiker, Diplomatiker und Epigraphiker
- Walter Koch (Fußballspieler, 1954) (* 1954), österreichischer Fußballspieler
- Walter Koch (Autor) (* 1955), deutscher Autor und Verleger
- Walter Koch (Fußballspieler, 1957) (* 1957), österreichischer Fußballspieler und -trainer
- Walter Müller-Koch (1897–nach 1947), deutscher Architekt
- Walter A. Koch (Astrologe) (1895–1970), deutscher Astrologe
- Walter A. Koch (Semiotiker) (* 1934), deutscher Anglist und Semiotiker
- Walter A. S. Koch (* 1943), deutscher Ökonom und Hochschullehrer
- Walther Koch (1875–1915), deutsch-schweizerischer Maler, Grafiker und Innenarchitekt, siehe Walter Koch (Maler, 1875)
- Walther Koch (General) (1894–1978), deutscher Generalmajor
- Werner Koch (Maler, 1884) (1884–1946), Schweizer Maler und Glasmaler
- Werner Koch (Politiker, 1894) (1894–1957), 1936 bis 1945 Oberbürgermeister von Viersen
- Werner Koch (Maler, 1904) (1904–1961), deutscher Maler und Kunstlehrer
- Werner Koch (Pfarrer) (1910–1994), deutscher Pfarrer und Widerstandskämpfer
- Werner Koch (Schriftsteller) (1926–1992), deutscher Schriftsteller
- Werner Koch (Sachverständiger) (1927–1993), deutscher Sachverständiger
- Werner Koch (Forstwissenschaftler) (1929–2009), deutscher Forstwissenschaftler
- Werner Koch (Agrarwissenschaftler) (1933–2000), deutscher Herbologe
- Werner Koch (Maler, 1937) (* 1937), deutscher Maler und Grafiker
- Werner Koch (Restaurator) (* 1946), deutscher Konservator, Restaurator und Hochschullehrer
- Werner Koch (Politiker, 1952) (* 1952), deutscher Verwaltungsjurist und Politiker (CDU)
- Werner Koch (Autor) (* 1955), österreichischer Fotograf, Pädagoge und Autor
- Werner Koch (Softwareentwickler) (* 1961), deutscher Software-Entwickler
- Wilfried Koch (1929–2022), deutscher Kunsthistoriker und Künstler
- Wilhelm Koch (Landrat, 1776) (1776–1848), deutscher Landrat
- Wilhelm Koch (Mediziner) (1842–1918), deutscher Chirurg
- Wilhelm Koch (Schriftsteller) (1845–1891), deutscher Mundartdichter
- Wilhelm Koch (Beamter) (1863–1942), deutscher Ministerialbeamter
- Wilhelm Koch (Theologe) (1874–1955), deutscher Theologe
- Wilhelm Koch (Politiker, 1877) (1877–1950), deutscher Politiker (DNVP)
- Wilhelm Koch (Landrat, 1880) (1880–1954), deutscher Politiker (SPD) und Landrat
- Wilhelm Koch (Fischereiwissenschaftler) (1887–1971), deutscher Fischereiwissenschaftler
- Wilhelm Koch (Politiker, 1888) (1888–1964), deutscher Politiker (CDU), MdL Sachsen-Anhalt
- Wilhelm Koch (Fußballfunktionär) (1900–1969), deutscher Fußballfunktionär
- Wilhelm Koch (Manager, 1905) (1905–nach 1971), deutscher Ingenieur und Wirtschaftsmanager
- Wilhelm Koch (Diakon) (1907–1976), deutscher Diakon, Kirchenmusiker und Politiker (CDU)
- Wilhelm Koch (Manager, 1907) (1907–1992), deutscher Wirtschaftsmanager und Verbandsfunktionär
- Wilhelm Koch (Forstbeamter) (1911–2004), deutscher Forstbeamter, Autor und Naturschützer
- Wilhelm Koch (Politiker, 1922) (1922–1977), deutscher Politiker (SPD), MdL Hessen
- Wilhelm Koch (Heimatforscher) (1926–2018), deutscher Heimatforscher und Autor
- Wilhelm Koch (Künstler) (* 1960), deutscher Künstler und Museumsgründer
- Wilhelm Koch-Bode (* 1944), deutscher Gerontologe und Hörgeschädigten-Pädagoge
- Wilhelm Koch-Hooge (1916–2004), deutscher Schauspieler
- Wilhelm Daniel Joseph Koch (1771–1849), deutscher Botaniker und Mediziner
- Wilhelm Herbert Koch (1905–1983), deutscher Schriftsteller und Journalist
- Wilhelmina Koch (Mina Koch; 1845–1924), deutsche Komponistin
- Willi Koch (Heimatforscher) (1896–1977), deutscher Pädagoge, Heimatforscher und Museumsleiter
- Willi Koch (1903–1968), deutscher Verleger und Politiker (CDU)
- Willy Koch (Fußballfunktionär) (1907–2001), deutscher Sportfunktionär
- Willi Koch (Maler) (1909–1988), Schweizer Maler
- William Karl Koch (1849–1920), deutscher Politiker (DDP)
- Willy Koch, Theaterschauspieler
- Woldemar Koch (1902–1983), deutscher Wirtschaftswissenschaftler ukrainischer Herkunft
- Wolf Günther Koch (* 1943), deutscher Kartograf
- Wolfgang Koch (Schauspieler), deutscher Filmschauspieler
- Wolfgang Koch (Eisenbahnautor) (* 1927), deutscher Eisenbahner und Autor
- Wolfgang Koch (Linguist) (1947–2009), deutscher Sprachwissenschaftler
- Wolfgang Koch (Toxikologe) (* 1953), deutscher Toxikologe und Hochschullehrer
- Wolfgang Koch (Kameramann), österreichischer Kameramann
- Wolfgang Koch (Fußballspieler) (* 1955), deutscher Fußballspieler
- Wolfgang Koch (Politiker) (* 1956), deutscher Politiker (CDU)
- Wolfgang Koch (Publizist) (* 1959), österreichischer Publizist
- Wolfgang Koch (Leichtathlet) (* 1960), deutscher Langstreckler / Marathonläufer
- Wolfgang Koch (Informatiker) (* 1962), deutscher Physiker und Informatiker
- Wolfgang Koch (Sänger) (* 1966), deutscher Opernsänger (Bariton)
- Wolfgang Koch (Endurosportler), deutscher Endurosportler
- Wolfgang H. Koch (* 1951), deutscher Zahnmediziner
- Wolfram Koch (Chemiker) (* 1959), deutscher Chemiker und Wissenschaftsmanager
- Wolfram Koch (Schauspieler) (* 1962), deutscher Schauspieler

### Y
- Yvonne Koch (1933–2002), deutsche Mikrobiologin und Holocaust-Opfer